# Плохая фигура
Плохая фигура — в шахматах фигура, занимающая неактивное положение. В противоположность, активная фигура соперника, для акцентирования, часто именуется «хорошей».

### Типичные случаи
Как правило, речь идёт о плохих лёгких фигурах — коне и слоне. Дальнобойные фигуры, такие как ферзь и ладья, считаются плохими только в исключительных случаях — когда их подвижность существенно ограничена, и есть весомая вероятность их потери в результате нападения. В случае же лёгких фигур, данный фактор зачастую выступает как стратегическое преимущество.

#### Плохой конь
Известно, что конь в углу доски имеет только два хода, на краю доски — 3-4 хода, а наилучшая подвижность коня достигается в центре — 8 ходов. Таким образом, чаще всего конь является плохим в случае, когда он расположен на краю доски, и его подвижность ограничена пешечной структурой.
|   | a | b | c | d | e | f | g | h |   |
| - | --- | --- | --- | --- | --- | --- | --- | --- | - |
| 8 | g8 чёрный король · a6 чёрная пешка · b6 белый слон · c2 белая пешка · d1 чёрный конь · f1 белый король | g8 чёрный король · a6 чёрная пешка · b6 белый слон · c2 белая пешка · d1 чёрный конь · f1 белый король | g8 чёрный король · a6 чёрная пешка · b6 белый слон · c2 белая пешка · d1 чёрный конь · f1 белый король | g8 чёрный король · a6 чёрная пешка · b6 белый слон · c2 белая пешка · d1 чёрный конь · f1 белый король | g8 чёрный король · a6 чёрная пешка · b6 белый слон · c2 белая пешка · d1 чёрный конь · f1 белый король | g8 чёрный король · a6 чёрная пешка · b6 белый слон · c2 белая пешка · d1 чёрный конь · f1 белый король | g8 чёрный король · a6 чёрная пешка · b6 белый слон · c2 белая пешка · d1 чёрный конь · f1 белый король | g8 чёрный король · a6 чёрная пешка · b6 белый слон · c2 белая пешка · d1 чёрный конь · f1 белый король | 8 |
| 7 | g8 чёрный король · a6 чёрная пешка · b6 белый слон · c2 белая пешка · d1 чёрный конь · f1 белый король | g8 чёрный король · a6 чёрная пешка · b6 белый слон · c2 белая пешка · d1 чёрный конь · f1 белый король | g8 чёрный король · a6 чёрная пешка · b6 белый слон · c2 белая пешка · d1 чёрный конь · f1 белый король | g8 чёрный король · a6 чёрная пешка · b6 белый слон · c2 белая пешка · d1 чёрный конь · f1 белый король | g8 чёрный король · a6 чёрная пешка · b6 белый слон · c2 белая пешка · d1 чёрный конь · f1 белый король | g8 чёрный король · a6 чёрная пешка · b6 белый слон · c2 белая пешка · d1 чёрный конь · f1 белый король | g8 чёрный король · a6 чёрная пешка · b6 белый слон · c2 белая пешка · d1 чёрный конь · f1 белый король | g8 чёрный король · a6 чёрная пешка · b6 белый слон · c2 белая пешка · d1 чёрный конь · f1 белый король | 7 |
| 6 | g8 чёрный король · a6 чёрная пешка · b6 белый слон · c2 белая пешка · d1 чёрный конь · f1 белый король | g8 чёрный король · a6 чёрная пешка · b6 белый слон · c2 белая пешка · d1 чёрный конь · f1 белый король | g8 чёрный король · a6 чёрная пешка · b6 белый слон · c2 белая пешка · d1 чёрный конь · f1 белый король | g8 чёрный король · a6 чёрная пешка · b6 белый слон · c2 белая пешка · d1 чёрный конь · f1 белый король | g8 чёрный король · a6 чёрная пешка · b6 белый слон · c2 белая пешка · d1 чёрный конь · f1 белый король | g8 чёрный король · a6 чёрная пешка · b6 белый слон · c2 белая пешка · d1 чёрный конь · f1 белый король | g8 чёрный король · a6 чёрная пешка · b6 белый слон · c2 белая пешка · d1 чёрный конь · f1 белый король | g8 чёрный король · a6 чёрная пешка · b6 белый слон · c2 белая пешка · d1 чёрный конь · f1 белый король | 6 |
| 5 | g8 чёрный король · a6 чёрная пешка · b6 белый слон · c2 белая пешка · d1 чёрный конь · f1 белый король | g8 чёрный король · a6 чёрная пешка · b6 белый слон · c2 белая пешка · d1 чёрный конь · f1 белый король | g8 чёрный король · a6 чёрная пешка · b6 белый слон · c2 белая пешка · d1 чёрный конь · f1 белый король | g8 чёрный король · a6 чёрная пешка · b6 белый слон · c2 белая пешка · d1 чёрный конь · f1 белый король | g8 чёрный король · a6 чёрная пешка · b6 белый слон · c2 белая пешка · d1 чёрный конь · f1 белый король | g8 чёрный король · a6 чёрная пешка · b6 белый слон · c2 белая пешка · d1 чёрный конь · f1 белый король | g8 чёрный король · a6 чёрная пешка · b6 белый слон · c2 белая пешка · d1 чёрный конь · f1 белый король | g8 чёрный король · a6 чёрная пешка · b6 белый слон · c2 белая пешка · d1 чёрный конь · f1 белый король | 5 |
| 4 | g8 чёрный король · a6 чёрная пешка · b6 белый слон · c2 белая пешка · d1 чёрный конь · f1 белый король | g8 чёрный король · a6 чёрная пешка · b6 белый слон · c2 белая пешка · d1 чёрный конь · f1 белый король | g8 чёрный король · a6 чёрная пешка · b6 белый слон · c2 белая пешка · d1 чёрный конь · f1 белый король | g8 чёрный король · a6 чёрная пешка · b6 белый слон · c2 белая пешка · d1 чёрный конь · f1 белый король | g8 чёрный король · a6 чёрная пешка · b6 белый слон · c2 белая пешка · d1 чёрный конь · f1 белый король | g8 чёрный король · a6 чёрная пешка · b6 белый слон · c2 белая пешка · d1 чёрный конь · f1 белый король | g8 чёрный король · a6 чёрная пешка · b6 белый слон · c2 белая пешка · d1 чёрный конь · f1 белый король | g8 чёрный король · a6 чёрная пешка · b6 белый слон · c2 белая пешка · d1 чёрный конь · f1 белый король | 4 |
| 3 | g8 чёрный король · a6 чёрная пешка · b6 белый слон · c2 белая пешка · d1 чёрный конь · f1 белый король | g8 чёрный король · a6 чёрная пешка · b6 белый слон · c2 белая пешка · d1 чёрный конь · f1 белый король | g8 чёрный король · a6 чёрная пешка · b6 белый слон · c2 белая пешка · d1 чёрный конь · f1 белый король | g8 чёрный король · a6 чёрная пешка · b6 белый слон · c2 белая пешка · d1 чёрный конь · f1 белый король | g8 чёрный король · a6 чёрная пешка · b6 белый слон · c2 белая пешка · d1 чёрный конь · f1 белый король | g8 чёрный король · a6 чёрная пешка · b6 белый слон · c2 белая пешка · d1 чёрный конь · f1 белый король | g8 чёрный король · a6 чёрная пешка · b6 белый слон · c2 белая пешка · d1 чёрный конь · f1 белый король | g8 чёрный король · a6 чёрная пешка · b6 белый слон · c2 белая пешка · d1 чёрный конь · f1 белый король | 3 |
| 2 | g8 чёрный король · a6 чёрная пешка · b6 белый слон · c2 белая пешка · d1 чёрный конь · f1 белый король | g8 чёрный король · a6 чёрная пешка · b6 белый слон · c2 белая пешка · d1 чёрный конь · f1 белый король | g8 чёрный король · a6 чёрная пешка · b6 белый слон · c2 белая пешка · d1 чёрный конь · f1 белый король | g8 чёрный король · a6 чёрная пешка · b6 белый слон · c2 белая пешка · d1 чёрный конь · f1 белый король | g8 чёрный король · a6 чёрная пешка · b6 белый слон · c2 белая пешка · d1 чёрный конь · f1 белый король | g8 чёрный король · a6 чёрная пешка · b6 белый слон · c2 белая пешка · d1 чёрный конь · f1 белый король | g8 чёрный король · a6 чёрная пешка · b6 белый слон · c2 белая пешка · d1 чёрный конь · f1 белый король | g8 чёрный король · a6 чёрная пешка · b6 белый слон · c2 белая пешка · d1 чёрный конь · f1 белый король | 2 |
| 1 | g8 чёрный король · a6 чёрная пешка · b6 белый слон · c2 белая пешка · d1 чёрный конь · f1 белый король | g8 чёрный король · a6 чёрная пешка · b6 белый слон · c2 белая пешка · d1 чёрный конь · f1 белый король | g8 чёрный король · a6 чёрная пешка · b6 белый слон · c2 белая пешка · d1 чёрный конь · f1 белый король | g8 чёрный король · a6 чёрная пешка · b6 белый слон · c2 белая пешка · d1 чёрный конь · f1 белый король | g8 чёрный король · a6 чёрная пешка · b6 белый слон · c2 белая пешка · d1 чёрный конь · f1 белый король | g8 чёрный король · a6 чёрная пешка · b6 белый слон · c2 белая пешка · d1 чёрный конь · f1 белый король | g8 чёрный король · a6 чёрная пешка · b6 белый слон · c2 белая пешка · d1 чёрный конь · f1 белый король | g8 чёрный король · a6 чёрная пешка · b6 белый слон · c2 белая пешка · d1 чёрный конь · f1 белый король | 1 |
|   | a | b | c | d | e | f | g | h |   |

#### Плохой слон
Плохим слоном принято считать слона, когда пешки данной стороны расположены на полях цвета данного слона. Данное расположение пешек блокирует активность слона. Особенно критичным положение становится, когда против «плохого» слона выступает «хороший» конь.
|   | a | b | c | d | e | f | g | h |   |
| - | --- | --- | --- | --- | --- | --- | --- | --- | - |
| 8 | c8 чёрная ладья · d8 чёрная ладья · g8 чёрный король · b7 чёрный слон · e7 чёрный ферзь · f7 чёрная пешка · h7 чёрная пешка · a6 чёрная пешка · c6 чёрная пешка · e6 чёрная пешка · g6 чёрная пешка · c5 белая пешка · a4 белая ладья · b4 белая пешка · d4 белая пешка · e4 белый слон · f3 белый ферзь · g3 белая пешка · c2 белая пешка · f2 белая пешка · h2 белая пешка · d1 белая ладья · f1 белый король | c8 чёрная ладья · d8 чёрная ладья · g8 чёрный король · b7 чёрный слон · e7 чёрный ферзь · f7 чёрная пешка · h7 чёрная пешка · a6 чёрная пешка · c6 чёрная пешка · e6 чёрная пешка · g6 чёрная пешка · c5 белая пешка · a4 белая ладья · b4 белая пешка · d4 белая пешка · e4 белый слон · f3 белый ферзь · g3 белая пешка · c2 белая пешка · f2 белая пешка · h2 белая пешка · d1 белая ладья · f1 белый король | c8 чёрная ладья · d8 чёрная ладья · g8 чёрный король · b7 чёрный слон · e7 чёрный ферзь · f7 чёрная пешка · h7 чёрная пешка · a6 чёрная пешка · c6 чёрная пешка · e6 чёрная пешка · g6 чёрная пешка · c5 белая пешка · a4 белая ладья · b4 белая пешка · d4 белая пешка · e4 белый слон · f3 белый ферзь · g3 белая пешка · c2 белая пешка · f2 белая пешка · h2 белая пешка · d1 белая ладья · f1 белый король | c8 чёрная ладья · d8 чёрная ладья · g8 чёрный король · b7 чёрный слон · e7 чёрный ферзь · f7 чёрная пешка · h7 чёрная пешка · a6 чёрная пешка · c6 чёрная пешка · e6 чёрная пешка · g6 чёрная пешка · c5 белая пешка · a4 белая ладья · b4 белая пешка · d4 белая пешка · e4 белый слон · f3 белый ферзь · g3 белая пешка · c2 белая пешка · f2 белая пешка · h2 белая пешка · d1 белая ладья · f1 белый король | c8 чёрная ладья · d8 чёрная ладья · g8 чёрный король · b7 чёрный слон · e7 чёрный ферзь · f7 чёрная пешка · h7 чёрная пешка · a6 чёрная пешка · c6 чёрная пешка · e6 чёрная пешка · g6 чёрная пешка · c5 белая пешка · a4 белая ладья · b4 белая пешка · d4 белая пешка · e4 белый слон · f3 белый ферзь · g3 белая пешка · c2 белая пешка · f2 белая пешка · h2 белая пешка · d1 белая ладья · f1 белый король | c8 чёрная ладья · d8 чёрная ладья · g8 чёрный король · b7 чёрный слон · e7 чёрный ферзь · f7 чёрная пешка · h7 чёрная пешка · a6 чёрная пешка · c6 чёрная пешка · e6 чёрная пешка · g6 чёрная пешка · c5 белая пешка · a4 белая ладья · b4 белая пешка · d4 белая пешка · e4 белый слон · f3 белый ферзь · g3 белая пешка · c2 белая пешка · f2 белая пешка · h2 белая пешка · d1 белая ладья · f1 белый король | c8 чёрная ладья · d8 чёрная ладья · g8 чёрный король · b7 чёрный слон · e7 чёрный ферзь · f7 чёрная пешка · h7 чёрная пешка · a6 чёрная пешка · c6 чёрная пешка · e6 чёрная пешка · g6 чёрная пешка · c5 белая пешка · a4 белая ладья · b4 белая пешка · d4 белая пешка · e4 белый слон · f3 белый ферзь · g3 белая пешка · c2 белая пешка · f2 белая пешка · h2 белая пешка · d1 белая ладья · f1 белый король | c8 чёрная ладья · d8 чёрная ладья · g8 чёрный король · b7 чёрный слон · e7 чёрный ферзь · f7 чёрная пешка · h7 чёрная пешка · a6 чёрная пешка · c6 чёрная пешка · e6 чёрная пешка · g6 чёрная пешка · c5 белая пешка · a4 белая ладья · b4 белая пешка · d4 белая пешка · e4 белый слон · f3 белый ферзь · g3 белая пешка · c2 белая пешка · f2 белая пешка · h2 белая пешка · d1 белая ладья · f1 белый король | 8 |
| 7 | c8 чёрная ладья · d8 чёрная ладья · g8 чёрный король · b7 чёрный слон · e7 чёрный ферзь · f7 чёрная пешка · h7 чёрная пешка · a6 чёрная пешка · c6 чёрная пешка · e6 чёрная пешка · g6 чёрная пешка · c5 белая пешка · a4 белая ладья · b4 белая пешка · d4 белая пешка · e4 белый слон · f3 белый ферзь · g3 белая пешка · c2 белая пешка · f2 белая пешка · h2 белая пешка · d1 белая ладья · f1 белый король | c8 чёрная ладья · d8 чёрная ладья · g8 чёрный король · b7 чёрный слон · e7 чёрный ферзь · f7 чёрная пешка · h7 чёрная пешка · a6 чёрная пешка · c6 чёрная пешка · e6 чёрная пешка · g6 чёрная пешка · c5 белая пешка · a4 белая ладья · b4 белая пешка · d4 белая пешка · e4 белый слон · f3 белый ферзь · g3 белая пешка · c2 белая пешка · f2 белая пешка · h2 белая пешка · d1 белая ладья · f1 белый король | c8 чёрная ладья · d8 чёрная ладья · g8 чёрный король · b7 чёрный слон · e7 чёрный ферзь · f7 чёрная пешка · h7 чёрная пешка · a6 чёрная пешка · c6 чёрная пешка · e6 чёрная пешка · g6 чёрная пешка · c5 белая пешка · a4 белая ладья · b4 белая пешка · d4 белая пешка · e4 белый слон · f3 белый ферзь · g3 белая пешка · c2 белая пешка · f2 белая пешка · h2 белая пешка · d1 белая ладья · f1 белый король | c8 чёрная ладья · d8 чёрная ладья · g8 чёрный король · b7 чёрный слон · e7 чёрный ферзь · f7 чёрная пешка · h7 чёрная пешка · a6 чёрная пешка · c6 чёрная пешка · e6 чёрная пешка · g6 чёрная пешка · c5 белая пешка · a4 белая ладья · b4 белая пешка · d4 белая пешка · e4 белый слон · f3 белый ферзь · g3 белая пешка · c2 белая пешка · f2 белая пешка · h2 белая пешка · d1 белая ладья · f1 белый король | c8 чёрная ладья · d8 чёрная ладья · g8 чёрный король · b7 чёрный слон · e7 чёрный ферзь · f7 чёрная пешка · h7 чёрная пешка · a6 чёрная пешка · c6 чёрная пешка · e6 чёрная пешка · g6 чёрная пешка · c5 белая пешка · a4 белая ладья · b4 белая пешка · d4 белая пешка · e4 белый слон · f3 белый ферзь · g3 белая пешка · c2 белая пешка · f2 белая пешка · h2 белая пешка · d1 белая ладья · f1 белый король | c8 чёрная ладья · d8 чёрная ладья · g8 чёрный король · b7 чёрный слон · e7 чёрный ферзь · f7 чёрная пешка · h7 чёрная пешка · a6 чёрная пешка · c6 чёрная пешка · e6 чёрная пешка · g6 чёрная пешка · c5 белая пешка · a4 белая ладья · b4 белая пешка · d4 белая пешка · e4 белый слон · f3 белый ферзь · g3 белая пешка · c2 белая пешка · f2 белая пешка · h2 белая пешка · d1 белая ладья · f1 белый король | c8 чёрная ладья · d8 чёрная ладья · g8 чёрный король · b7 чёрный слон · e7 чёрный ферзь · f7 чёрная пешка · h7 чёрная пешка · a6 чёрная пешка · c6 чёрная пешка · e6 чёрная пешка · g6 чёрная пешка · c5 белая пешка · a4 белая ладья · b4 белая пешка · d4 белая пешка · e4 белый слон · f3 белый ферзь · g3 белая пешка · c2 белая пешка · f2 белая пешка · h2 белая пешка · d1 белая ладья · f1 белый король | c8 чёрная ладья · d8 чёрная ладья · g8 чёрный король · b7 чёрный слон · e7 чёрный ферзь · f7 чёрная пешка · h7 чёрная пешка · a6 чёрная пешка · c6 чёрная пешка · e6 чёрная пешка · g6 чёрная пешка · c5 белая пешка · a4 белая ладья · b4 белая пешка · d4 белая пешка · e4 белый слон · f3 белый ферзь · g3 белая пешка · c2 белая пешка · f2 белая пешка · h2 белая пешка · d1 белая ладья · f1 белый король | 7 |
| 6 | c8 чёрная ладья · d8 чёрная ладья · g8 чёрный король · b7 чёрный слон · e7 чёрный ферзь · f7 чёрная пешка · h7 чёрная пешка · a6 чёрная пешка · c6 чёрная пешка · e6 чёрная пешка · g6 чёрная пешка · c5 белая пешка · a4 белая ладья · b4 белая пешка · d4 белая пешка · e4 белый слон · f3 белый ферзь · g3 белая пешка · c2 белая пешка · f2 белая пешка · h2 белая пешка · d1 белая ладья · f1 белый король | c8 чёрная ладья · d8 чёрная ладья · g8 чёрный король · b7 чёрный слон · e7 чёрный ферзь · f7 чёрная пешка · h7 чёрная пешка · a6 чёрная пешка · c6 чёрная пешка · e6 чёрная пешка · g6 чёрная пешка · c5 белая пешка · a4 белая ладья · b4 белая пешка · d4 белая пешка · e4 белый слон · f3 белый ферзь · g3 белая пешка · c2 белая пешка · f2 белая пешка · h2 белая пешка · d1 белая ладья · f1 белый король | c8 чёрная ладья · d8 чёрная ладья · g8 чёрный король · b7 чёрный слон · e7 чёрный ферзь · f7 чёрная пешка · h7 чёрная пешка · a6 чёрная пешка · c6 чёрная пешка · e6 чёрная пешка · g6 чёрная пешка · c5 белая пешка · a4 белая ладья · b4 белая пешка · d4 белая пешка · e4 белый слон · f3 белый ферзь · g3 белая пешка · c2 белая пешка · f2 белая пешка · h2 белая пешка · d1 белая ладья · f1 белый король | c8 чёрная ладья · d8 чёрная ладья · g8 чёрный король · b7 чёрный слон · e7 чёрный ферзь · f7 чёрная пешка · h7 чёрная пешка · a6 чёрная пешка · c6 чёрная пешка · e6 чёрная пешка · g6 чёрная пешка · c5 белая пешка · a4 белая ладья · b4 белая пешка · d4 белая пешка · e4 белый слон · f3 белый ферзь · g3 белая пешка · c2 белая пешка · f2 белая пешка · h2 белая пешка · d1 белая ладья · f1 белый король | c8 чёрная ладья · d8 чёрная ладья · g8 чёрный король · b7 чёрный слон · e7 чёрный ферзь · f7 чёрная пешка · h7 чёрная пешка · a6 чёрная пешка · c6 чёрная пешка · e6 чёрная пешка · g6 чёрная пешка · c5 белая пешка · a4 белая ладья · b4 белая пешка · d4 белая пешка · e4 белый слон · f3 белый ферзь · g3 белая пешка · c2 белая пешка · f2 белая пешка · h2 белая пешка · d1 белая ладья · f1 белый король | c8 чёрная ладья · d8 чёрная ладья · g8 чёрный король · b7 чёрный слон · e7 чёрный ферзь · f7 чёрная пешка · h7 чёрная пешка · a6 чёрная пешка · c6 чёрная пешка · e6 чёрная пешка · g6 чёрная пешка · c5 белая пешка · a4 белая ладья · b4 белая пешка · d4 белая пешка · e4 белый слон · f3 белый ферзь · g3 белая пешка · c2 белая пешка · f2 белая пешка · h2 белая пешка · d1 белая ладья · f1 белый король | c8 чёрная ладья · d8 чёрная ладья · g8 чёрный король · b7 чёрный слон · e7 чёрный ферзь · f7 чёрная пешка · h7 чёрная пешка · a6 чёрная пешка · c6 чёрная пешка · e6 чёрная пешка · g6 чёрная пешка · c5 белая пешка · a4 белая ладья · b4 белая пешка · d4 белая пешка · e4 белый слон · f3 белый ферзь · g3 белая пешка · c2 белая пешка · f2 белая пешка · h2 белая пешка · d1 белая ладья · f1 белый король | c8 чёрная ладья · d8 чёрная ладья · g8 чёрный король · b7 чёрный слон · e7 чёрный ферзь · f7 чёрная пешка · h7 чёрная пешка · a6 чёрная пешка · c6 чёрная пешка · e6 чёрная пешка · g6 чёрная пешка · c5 белая пешка · a4 белая ладья · b4 белая пешка · d4 белая пешка · e4 белый слон · f3 белый ферзь · g3 белая пешка · c2 белая пешка · f2 белая пешка · h2 белая пешка · d1 белая ладья · f1 белый король | 6 |
| 5 | c8 чёрная ладья · d8 чёрная ладья · g8 чёрный король · b7 чёрный слон · e7 чёрный ферзь · f7 чёрная пешка · h7 чёрная пешка · a6 чёрная пешка · c6 чёрная пешка · e6 чёрная пешка · g6 чёрная пешка · c5 белая пешка · a4 белая ладья · b4 белая пешка · d4 белая пешка · e4 белый слон · f3 белый ферзь · g3 белая пешка · c2 белая пешка · f2 белая пешка · h2 белая пешка · d1 белая ладья · f1 белый король | c8 чёрная ладья · d8 чёрная ладья · g8 чёрный король · b7 чёрный слон · e7 чёрный ферзь · f7 чёрная пешка · h7 чёрная пешка · a6 чёрная пешка · c6 чёрная пешка · e6 чёрная пешка · g6 чёрная пешка · c5 белая пешка · a4 белая ладья · b4 белая пешка · d4 белая пешка · e4 белый слон · f3 белый ферзь · g3 белая пешка · c2 белая пешка · f2 белая пешка · h2 белая пешка · d1 белая ладья · f1 белый король | c8 чёрная ладья · d8 чёрная ладья · g8 чёрный король · b7 чёрный слон · e7 чёрный ферзь · f7 чёрная пешка · h7 чёрная пешка · a6 чёрная пешка · c6 чёрная пешка · e6 чёрная пешка · g6 чёрная пешка · c5 белая пешка · a4 белая ладья · b4 белая пешка · d4 белая пешка · e4 белый слон · f3 белый ферзь · g3 белая пешка · c2 белая пешка · f2 белая пешка · h2 белая пешка · d1 белая ладья · f1 белый король | c8 чёрная ладья · d8 чёрная ладья · g8 чёрный король · b7 чёрный слон · e7 чёрный ферзь · f7 чёрная пешка · h7 чёрная пешка · a6 чёрная пешка · c6 чёрная пешка · e6 чёрная пешка · g6 чёрная пешка · c5 белая пешка · a4 белая ладья · b4 белая пешка · d4 белая пешка · e4 белый слон · f3 белый ферзь · g3 белая пешка · c2 белая пешка · f2 белая пешка · h2 белая пешка · d1 белая ладья · f1 белый король | c8 чёрная ладья · d8 чёрная ладья · g8 чёрный король · b7 чёрный слон · e7 чёрный ферзь · f7 чёрная пешка · h7 чёрная пешка · a6 чёрная пешка · c6 чёрная пешка · e6 чёрная пешка · g6 чёрная пешка · c5 белая пешка · a4 белая ладья · b4 белая пешка · d4 белая пешка · e4 белый слон · f3 белый ферзь · g3 белая пешка · c2 белая пешка · f2 белая пешка · h2 белая пешка · d1 белая ладья · f1 белый король | c8 чёрная ладья · d8 чёрная ладья · g8 чёрный король · b7 чёрный слон · e7 чёрный ферзь · f7 чёрная пешка · h7 чёрная пешка · a6 чёрная пешка · c6 чёрная пешка · e6 чёрная пешка · g6 чёрная пешка · c5 белая пешка · a4 белая ладья · b4 белая пешка · d4 белая пешка · e4 белый слон · f3 белый ферзь · g3 белая пешка · c2 белая пешка · f2 белая пешка · h2 белая пешка · d1 белая ладья · f1 белый король | c8 чёрная ладья · d8 чёрная ладья · g8 чёрный король · b7 чёрный слон · e7 чёрный ферзь · f7 чёрная пешка · h7 чёрная пешка · a6 чёрная пешка · c6 чёрная пешка · e6 чёрная пешка · g6 чёрная пешка · c5 белая пешка · a4 белая ладья · b4 белая пешка · d4 белая пешка · e4 белый слон · f3 белый ферзь · g3 белая пешка · c2 белая пешка · f2 белая пешка · h2 белая пешка · d1 белая ладья · f1 белый король | c8 чёрная ладья · d8 чёрная ладья · g8 чёрный король · b7 чёрный слон · e7 чёрный ферзь · f7 чёрная пешка · h7 чёрная пешка · a6 чёрная пешка · c6 чёрная пешка · e6 чёрная пешка · g6 чёрная пешка · c5 белая пешка · a4 белая ладья · b4 белая пешка · d4 белая пешка · e4 белый слон · f3 белый ферзь · g3 белая пешка · c2 белая пешка · f2 белая пешка · h2 белая пешка · d1 белая ладья · f1 белый король | 5 |
| 4 | c8 чёрная ладья · d8 чёрная ладья · g8 чёрный король · b7 чёрный слон · e7 чёрный ферзь · f7 чёрная пешка · h7 чёрная пешка · a6 чёрная пешка · c6 чёрная пешка · e6 чёрная пешка · g6 чёрная пешка · c5 белая пешка · a4 белая ладья · b4 белая пешка · d4 белая пешка · e4 белый слон · f3 белый ферзь · g3 белая пешка · c2 белая пешка · f2 белая пешка · h2 белая пешка · d1 белая ладья · f1 белый король | c8 чёрная ладья · d8 чёрная ладья · g8 чёрный король · b7 чёрный слон · e7 чёрный ферзь · f7 чёрная пешка · h7 чёрная пешка · a6 чёрная пешка · c6 чёрная пешка · e6 чёрная пешка · g6 чёрная пешка · c5 белая пешка · a4 белая ладья · b4 белая пешка · d4 белая пешка · e4 белый слон · f3 белый ферзь · g3 белая пешка · c2 белая пешка · f2 белая пешка · h2 белая пешка · d1 белая ладья · f1 белый король | c8 чёрная ладья · d8 чёрная ладья · g8 чёрный король · b7 чёрный слон · e7 чёрный ферзь · f7 чёрная пешка · h7 чёрная пешка · a6 чёрная пешка · c6 чёрная пешка · e6 чёрная пешка · g6 чёрная пешка · c5 белая пешка · a4 белая ладья · b4 белая пешка · d4 белая пешка · e4 белый слон · f3 белый ферзь · g3 белая пешка · c2 белая пешка · f2 белая пешка · h2 белая пешка · d1 белая ладья · f1 белый король | c8 чёрная ладья · d8 чёрная ладья · g8 чёрный король · b7 чёрный слон · e7 чёрный ферзь · f7 чёрная пешка · h7 чёрная пешка · a6 чёрная пешка · c6 чёрная пешка · e6 чёрная пешка · g6 чёрная пешка · c5 белая пешка · a4 белая ладья · b4 белая пешка · d4 белая пешка · e4 белый слон · f3 белый ферзь · g3 белая пешка · c2 белая пешка · f2 белая пешка · h2 белая пешка · d1 белая ладья · f1 белый король | c8 чёрная ладья · d8 чёрная ладья · g8 чёрный король · b7 чёрный слон · e7 чёрный ферзь · f7 чёрная пешка · h7 чёрная пешка · a6 чёрная пешка · c6 чёрная пешка · e6 чёрная пешка · g6 чёрная пешка · c5 белая пешка · a4 белая ладья · b4 белая пешка · d4 белая пешка · e4 белый слон · f3 белый ферзь · g3 белая пешка · c2 белая пешка · f2 белая пешка · h2 белая пешка · d1 белая ладья · f1 белый король | c8 чёрная ладья · d8 чёрная ладья · g8 чёрный король · b7 чёрный слон · e7 чёрный ферзь · f7 чёрная пешка · h7 чёрная пешка · a6 чёрная пешка · c6 чёрная пешка · e6 чёрная пешка · g6 чёрная пешка · c5 белая пешка · a4 белая ладья · b4 белая пешка · d4 белая пешка · e4 белый слон · f3 белый ферзь · g3 белая пешка · c2 белая пешка · f2 белая пешка · h2 белая пешка · d1 белая ладья · f1 белый король | c8 чёрная ладья · d8 чёрная ладья · g8 чёрный король · b7 чёрный слон · e7 чёрный ферзь · f7 чёрная пешка · h7 чёрная пешка · a6 чёрная пешка · c6 чёрная пешка · e6 чёрная пешка · g6 чёрная пешка · c5 белая пешка · a4 белая ладья · b4 белая пешка · d4 белая пешка · e4 белый слон · f3 белый ферзь · g3 белая пешка · c2 белая пешка · f2 белая пешка · h2 белая пешка · d1 белая ладья · f1 белый король | c8 чёрная ладья · d8 чёрная ладья · g8 чёрный король · b7 чёрный слон · e7 чёрный ферзь · f7 чёрная пешка · h7 чёрная пешка · a6 чёрная пешка · c6 чёрная пешка · e6 чёрная пешка · g6 чёрная пешка · c5 белая пешка · a4 белая ладья · b4 белая пешка · d4 белая пешка · e4 белый слон · f3 белый ферзь · g3 белая пешка · c2 белая пешка · f2 белая пешка · h2 белая пешка · d1 белая ладья · f1 белый король | 4 |
| 3 | c8 чёрная ладья · d8 чёрная ладья · g8 чёрный король · b7 чёрный слон · e7 чёрный ферзь · f7 чёрная пешка · h7 чёрная пешка · a6 чёрная пешка · c6 чёрная пешка · e6 чёрная пешка · g6 чёрная пешка · c5 белая пешка · a4 белая ладья · b4 белая пешка · d4 белая пешка · e4 белый слон · f3 белый ферзь · g3 белая пешка · c2 белая пешка · f2 белая пешка · h2 белая пешка · d1 белая ладья · f1 белый король | c8 чёрная ладья · d8 чёрная ладья · g8 чёрный король · b7 чёрный слон · e7 чёрный ферзь · f7 чёрная пешка · h7 чёрная пешка · a6 чёрная пешка · c6 чёрная пешка · e6 чёрная пешка · g6 чёрная пешка · c5 белая пешка · a4 белая ладья · b4 белая пешка · d4 белая пешка · e4 белый слон · f3 белый ферзь · g3 белая пешка · c2 белая пешка · f2 белая пешка · h2 белая пешка · d1 белая ладья · f1 белый король | c8 чёрная ладья · d8 чёрная ладья · g8 чёрный король · b7 чёрный слон · e7 чёрный ферзь · f7 чёрная пешка · h7 чёрная пешка · a6 чёрная пешка · c6 чёрная пешка · e6 чёрная пешка · g6 чёрная пешка · c5 белая пешка · a4 белая ладья · b4 белая пешка · d4 белая пешка · e4 белый слон · f3 белый ферзь · g3 белая пешка · c2 белая пешка · f2 белая пешка · h2 белая пешка · d1 белая ладья · f1 белый король | c8 чёрная ладья · d8 чёрная ладья · g8 чёрный король · b7 чёрный слон · e7 чёрный ферзь · f7 чёрная пешка · h7 чёрная пешка · a6 чёрная пешка · c6 чёрная пешка · e6 чёрная пешка · g6 чёрная пешка · c5 белая пешка · a4 белая ладья · b4 белая пешка · d4 белая пешка · e4 белый слон · f3 белый ферзь · g3 белая пешка · c2 белая пешка · f2 белая пешка · h2 белая пешка · d1 белая ладья · f1 белый король | c8 чёрная ладья · d8 чёрная ладья · g8 чёрный король · b7 чёрный слон · e7 чёрный ферзь · f7 чёрная пешка · h7 чёрная пешка · a6 чёрная пешка · c6 чёрная пешка · e6 чёрная пешка · g6 чёрная пешка · c5 белая пешка · a4 белая ладья · b4 белая пешка · d4 белая пешка · e4 белый слон · f3 белый ферзь · g3 белая пешка · c2 белая пешка · f2 белая пешка · h2 белая пешка · d1 белая ладья · f1 белый король | c8 чёрная ладья · d8 чёрная ладья · g8 чёрный король · b7 чёрный слон · e7 чёрный ферзь · f7 чёрная пешка · h7 чёрная пешка · a6 чёрная пешка · c6 чёрная пешка · e6 чёрная пешка · g6 чёрная пешка · c5 белая пешка · a4 белая ладья · b4 белая пешка · d4 белая пешка · e4 белый слон · f3 белый ферзь · g3 белая пешка · c2 белая пешка · f2 белая пешка · h2 белая пешка · d1 белая ладья · f1 белый король | c8 чёрная ладья · d8 чёрная ладья · g8 чёрный король · b7 чёрный слон · e7 чёрный ферзь · f7 чёрная пешка · h7 чёрная пешка · a6 чёрная пешка · c6 чёрная пешка · e6 чёрная пешка · g6 чёрная пешка · c5 белая пешка · a4 белая ладья · b4 белая пешка · d4 белая пешка · e4 белый слон · f3 белый ферзь · g3 белая пешка · c2 белая пешка · f2 белая пешка · h2 белая пешка · d1 белая ладья · f1 белый король | c8 чёрная ладья · d8 чёрная ладья · g8 чёрный король · b7 чёрный слон · e7 чёрный ферзь · f7 чёрная пешка · h7 чёрная пешка · a6 чёрная пешка · c6 чёрная пешка · e6 чёрная пешка · g6 чёрная пешка · c5 белая пешка · a4 белая ладья · b4 белая пешка · d4 белая пешка · e4 белый слон · f3 белый ферзь · g3 белая пешка · c2 белая пешка · f2 белая пешка · h2 белая пешка · d1 белая ладья · f1 белый король | 3 |
| 2 | c8 чёрная ладья · d8 чёрная ладья · g8 чёрный король · b7 чёрный слон · e7 чёрный ферзь · f7 чёрная пешка · h7 чёрная пешка · a6 чёрная пешка · c6 чёрная пешка · e6 чёрная пешка · g6 чёрная пешка · c5 белая пешка · a4 белая ладья · b4 белая пешка · d4 белая пешка · e4 белый слон · f3 белый ферзь · g3 белая пешка · c2 белая пешка · f2 белая пешка · h2 белая пешка · d1 белая ладья · f1 белый король | c8 чёрная ладья · d8 чёрная ладья · g8 чёрный король · b7 чёрный слон · e7 чёрный ферзь · f7 чёрная пешка · h7 чёрная пешка · a6 чёрная пешка · c6 чёрная пешка · e6 чёрная пешка · g6 чёрная пешка · c5 белая пешка · a4 белая ладья · b4 белая пешка · d4 белая пешка · e4 белый слон · f3 белый ферзь · g3 белая пешка · c2 белая пешка · f2 белая пешка · h2 белая пешка · d1 белая ладья · f1 белый король | c8 чёрная ладья · d8 чёрная ладья · g8 чёрный король · b7 чёрный слон · e7 чёрный ферзь · f7 чёрная пешка · h7 чёрная пешка · a6 чёрная пешка · c6 чёрная пешка · e6 чёрная пешка · g6 чёрная пешка · c5 белая пешка · a4 белая ладья · b4 белая пешка · d4 белая пешка · e4 белый слон · f3 белый ферзь · g3 белая пешка · c2 белая пешка · f2 белая пешка · h2 белая пешка · d1 белая ладья · f1 белый король | c8 чёрная ладья · d8 чёрная ладья · g8 чёрный король · b7 чёрный слон · e7 чёрный ферзь · f7 чёрная пешка · h7 чёрная пешка · a6 чёрная пешка · c6 чёрная пешка · e6 чёрная пешка · g6 чёрная пешка · c5 белая пешка · a4 белая ладья · b4 белая пешка · d4 белая пешка · e4 белый слон · f3 белый ферзь · g3 белая пешка · c2 белая пешка · f2 белая пешка · h2 белая пешка · d1 белая ладья · f1 белый король | c8 чёрная ладья · d8 чёрная ладья · g8 чёрный король · b7 чёрный слон · e7 чёрный ферзь · f7 чёрная пешка · h7 чёрная пешка · a6 чёрная пешка · c6 чёрная пешка · e6 чёрная пешка · g6 чёрная пешка · c5 белая пешка · a4 белая ладья · b4 белая пешка · d4 белая пешка · e4 белый слон · f3 белый ферзь · g3 белая пешка · c2 белая пешка · f2 белая пешка · h2 белая пешка · d1 белая ладья · f1 белый король | c8 чёрная ладья · d8 чёрная ладья · g8 чёрный король · b7 чёрный слон · e7 чёрный ферзь · f7 чёрная пешка · h7 чёрная пешка · a6 чёрная пешка · c6 чёрная пешка · e6 чёрная пешка · g6 чёрная пешка · c5 белая пешка · a4 белая ладья · b4 белая пешка · d4 белая пешка · e4 белый слон · f3 белый ферзь · g3 белая пешка · c2 белая пешка · f2 белая пешка · h2 белая пешка · d1 белая ладья · f1 белый король | c8 чёрная ладья · d8 чёрная ладья · g8 чёрный король · b7 чёрный слон · e7 чёрный ферзь · f7 чёрная пешка · h7 чёрная пешка · a6 чёрная пешка · c6 чёрная пешка · e6 чёрная пешка · g6 чёрная пешка · c5 белая пешка · a4 белая ладья · b4 белая пешка · d4 белая пешка · e4 белый слон · f3 белый ферзь · g3 белая пешка · c2 белая пешка · f2 белая пешка · h2 белая пешка · d1 белая ладья · f1 белый король | c8 чёрная ладья · d8 чёрная ладья · g8 чёрный король · b7 чёрный слон · e7 чёрный ферзь · f7 чёрная пешка · h7 чёрная пешка · a6 чёрная пешка · c6 чёрная пешка · e6 чёрная пешка · g6 чёрная пешка · c5 белая пешка · a4 белая ладья · b4 белая пешка · d4 белая пешка · e4 белый слон · f3 белый ферзь · g3 белая пешка · c2 белая пешка · f2 белая пешка · h2 белая пешка · d1 белая ладья · f1 белый король | 2 |
| 1 | c8 чёрная ладья · d8 чёрная ладья · g8 чёрный король · b7 чёрный слон · e7 чёрный ферзь · f7 чёрная пешка · h7 чёрная пешка · a6 чёрная пешка · c6 чёрная пешка · e6 чёрная пешка · g6 чёрная пешка · c5 белая пешка · a4 белая ладья · b4 белая пешка · d4 белая пешка · e4 белый слон · f3 белый ферзь · g3 белая пешка · c2 белая пешка · f2 белая пешка · h2 белая пешка · d1 белая ладья · f1 белый король | c8 чёрная ладья · d8 чёрная ладья · g8 чёрный король · b7 чёрный слон · e7 чёрный ферзь · f7 чёрная пешка · h7 чёрная пешка · a6 чёрная пешка · c6 чёрная пешка · e6 чёрная пешка · g6 чёрная пешка · c5 белая пешка · a4 белая ладья · b4 белая пешка · d4 белая пешка · e4 белый слон · f3 белый ферзь · g3 белая пешка · c2 белая пешка · f2 белая пешка · h2 белая пешка · d1 белая ладья · f1 белый король | c8 чёрная ладья · d8 чёрная ладья · g8 чёрный король · b7 чёрный слон · e7 чёрный ферзь · f7 чёрная пешка · h7 чёрная пешка · a6 чёрная пешка · c6 чёрная пешка · e6 чёрная пешка · g6 чёрная пешка · c5 белая пешка · a4 белая ладья · b4 белая пешка · d4 белая пешка · e4 белый слон · f3 белый ферзь · g3 белая пешка · c2 белая пешка · f2 белая пешка · h2 белая пешка · d1 белая ладья · f1 белый король | c8 чёрная ладья · d8 чёрная ладья · g8 чёрный король · b7 чёрный слон · e7 чёрный ферзь · f7 чёрная пешка · h7 чёрная пешка · a6 чёрная пешка · c6 чёрная пешка · e6 чёрная пешка · g6 чёрная пешка · c5 белая пешка · a4 белая ладья · b4 белая пешка · d4 белая пешка · e4 белый слон · f3 белый ферзь · g3 белая пешка · c2 белая пешка · f2 белая пешка · h2 белая пешка · d1 белая ладья · f1 белый король | c8 чёрная ладья · d8 чёрная ладья · g8 чёрный король · b7 чёрный слон · e7 чёрный ферзь · f7 чёрная пешка · h7 чёрная пешка · a6 чёрная пешка · c6 чёрная пешка · e6 чёрная пешка · g6 чёрная пешка · c5 белая пешка · a4 белая ладья · b4 белая пешка · d4 белая пешка · e4 белый слон · f3 белый ферзь · g3 белая пешка · c2 белая пешка · f2 белая пешка · h2 белая пешка · d1 белая ладья · f1 белый король | c8 чёрная ладья · d8 чёрная ладья · g8 чёрный король · b7 чёрный слон · e7 чёрный ферзь · f7 чёрная пешка · h7 чёрная пешка · a6 чёрная пешка · c6 чёрная пешка · e6 чёрная пешка · g6 чёрная пешка · c5 белая пешка · a4 белая ладья · b4 белая пешка · d4 белая пешка · e4 белый слон · f3 белый ферзь · g3 белая пешка · c2 белая пешка · f2 белая пешка · h2 белая пешка · d1 белая ладья · f1 белый король | c8 чёрная ладья · d8 чёрная ладья · g8 чёрный король · b7 чёрный слон · e7 чёрный ферзь · f7 чёрная пешка · h7 чёрная пешка · a6 чёрная пешка · c6 чёрная пешка · e6 чёрная пешка · g6 чёрная пешка · c5 белая пешка · a4 белая ладья · b4 белая пешка · d4 белая пешка · e4 белый слон · f3 белый ферзь · g3 белая пешка · c2 белая пешка · f2 белая пешка · h2 белая пешка · d1 белая ладья · f1 белый король | c8 чёрная ладья · d8 чёрная ладья · g8 чёрный король · b7 чёрный слон · e7 чёрный ферзь · f7 чёрная пешка · h7 чёрная пешка · a6 чёрная пешка · c6 чёрная пешка · e6 чёрная пешка · g6 чёрная пешка · c5 белая пешка · a4 белая ладья · b4 белая пешка · d4 белая пешка · e4 белый слон · f3 белый ферзь · g3 белая пешка · c2 белая пешка · f2 белая пешка · h2 белая пешка · d1 белая ладья · f1 белый король | 1 |
|   | a | b | c | d | e | f | g | h |   |

У чёрных плохой слон, все пешки чёрных расположены на полях слона. У белых, наоборот, хороший. Чёрным предстоит тяжёлая борьба за ничью.
Среди дебютов французская защита характеризуется наличием плохого белопольного слона у чёрных. Часто в лондонской системе наблюдаются взаимно плохие чернопольный слон белых и белопольный чёрных. В варианте «каменная стена» голландской защиты чёрные обрекают себя на плохого белопольного слона.

#### Плохой король
Среди шахматистов распространено выражение «плохой король» или «слабый король».

##### Миттельшпиль
Применительно к миттельшпилю, это выражение означает «король, подверженный атаке». В миттельшпиле позиция короля считается одним из главных факторов оценки позиции. Плохой король — тот король, который может быть атакован соперником ввиду особенностей позиции. Король может быть подвержен атаке благодаря различным факторам — разрушенное пешечное прикрытие, выход короля с первых двух горизонталей, оставление короля в центре и прочим.
Зачастую слабый король — комбинационный мотив для атакующей стороны.
|   | a | b | c | d | e | f | g | h |   |
| - | --- | --- | --- | --- | --- | --- | --- | --- | - |
| 8 | c8 чёрный король · g8 чёрный король · f7 чёрная пешка · h7 чёрная пешка · f6 чёрная пешка · a5 чёрная пешка · b5 чёрная пешка · c5 чёрная пешка · a3 белая пешка · h3 белая пешка · a2 белая пешка · c2 белая пешка · f2 белая пешка · h2 белая пешка · c1 белый король · g1 белый король | c8 чёрный король · g8 чёрный король · f7 чёрная пешка · h7 чёрная пешка · f6 чёрная пешка · a5 чёрная пешка · b5 чёрная пешка · c5 чёрная пешка · a3 белая пешка · h3 белая пешка · a2 белая пешка · c2 белая пешка · f2 белая пешка · h2 белая пешка · c1 белый король · g1 белый король | c8 чёрный король · g8 чёрный король · f7 чёрная пешка · h7 чёрная пешка · f6 чёрная пешка · a5 чёрная пешка · b5 чёрная пешка · c5 чёрная пешка · a3 белая пешка · h3 белая пешка · a2 белая пешка · c2 белая пешка · f2 белая пешка · h2 белая пешка · c1 белый король · g1 белый король | c8 чёрный король · g8 чёрный король · f7 чёрная пешка · h7 чёрная пешка · f6 чёрная пешка · a5 чёрная пешка · b5 чёрная пешка · c5 чёрная пешка · a3 белая пешка · h3 белая пешка · a2 белая пешка · c2 белая пешка · f2 белая пешка · h2 белая пешка · c1 белый король · g1 белый король | c8 чёрный король · g8 чёрный король · f7 чёрная пешка · h7 чёрная пешка · f6 чёрная пешка · a5 чёрная пешка · b5 чёрная пешка · c5 чёрная пешка · a3 белая пешка · h3 белая пешка · a2 белая пешка · c2 белая пешка · f2 белая пешка · h2 белая пешка · c1 белый король · g1 белый король | c8 чёрный король · g8 чёрный король · f7 чёрная пешка · h7 чёрная пешка · f6 чёрная пешка · a5 чёрная пешка · b5 чёрная пешка · c5 чёрная пешка · a3 белая пешка · h3 белая пешка · a2 белая пешка · c2 белая пешка · f2 белая пешка · h2 белая пешка · c1 белый король · g1 белый король | c8 чёрный король · g8 чёрный король · f7 чёрная пешка · h7 чёрная пешка · f6 чёрная пешка · a5 чёрная пешка · b5 чёрная пешка · c5 чёрная пешка · a3 белая пешка · h3 белая пешка · a2 белая пешка · c2 белая пешка · f2 белая пешка · h2 белая пешка · c1 белый король · g1 белый король | c8 чёрный король · g8 чёрный король · f7 чёрная пешка · h7 чёрная пешка · f6 чёрная пешка · a5 чёрная пешка · b5 чёрная пешка · c5 чёрная пешка · a3 белая пешка · h3 белая пешка · a2 белая пешка · c2 белая пешка · f2 белая пешка · h2 белая пешка · c1 белый король · g1 белый король | 8 |
| 7 | c8 чёрный король · g8 чёрный король · f7 чёрная пешка · h7 чёрная пешка · f6 чёрная пешка · a5 чёрная пешка · b5 чёрная пешка · c5 чёрная пешка · a3 белая пешка · h3 белая пешка · a2 белая пешка · c2 белая пешка · f2 белая пешка · h2 белая пешка · c1 белый король · g1 белый король | c8 чёрный король · g8 чёрный король · f7 чёрная пешка · h7 чёрная пешка · f6 чёрная пешка · a5 чёрная пешка · b5 чёрная пешка · c5 чёрная пешка · a3 белая пешка · h3 белая пешка · a2 белая пешка · c2 белая пешка · f2 белая пешка · h2 белая пешка · c1 белый король · g1 белый король | c8 чёрный король · g8 чёрный король · f7 чёрная пешка · h7 чёрная пешка · f6 чёрная пешка · a5 чёрная пешка · b5 чёрная пешка · c5 чёрная пешка · a3 белая пешка · h3 белая пешка · a2 белая пешка · c2 белая пешка · f2 белая пешка · h2 белая пешка · c1 белый король · g1 белый король | c8 чёрный король · g8 чёрный король · f7 чёрная пешка · h7 чёрная пешка · f6 чёрная пешка · a5 чёрная пешка · b5 чёрная пешка · c5 чёрная пешка · a3 белая пешка · h3 белая пешка · a2 белая пешка · c2 белая пешка · f2 белая пешка · h2 белая пешка · c1 белый король · g1 белый король | c8 чёрный король · g8 чёрный король · f7 чёрная пешка · h7 чёрная пешка · f6 чёрная пешка · a5 чёрная пешка · b5 чёрная пешка · c5 чёрная пешка · a3 белая пешка · h3 белая пешка · a2 белая пешка · c2 белая пешка · f2 белая пешка · h2 белая пешка · c1 белый король · g1 белый король | c8 чёрный король · g8 чёрный король · f7 чёрная пешка · h7 чёрная пешка · f6 чёрная пешка · a5 чёрная пешка · b5 чёрная пешка · c5 чёрная пешка · a3 белая пешка · h3 белая пешка · a2 белая пешка · c2 белая пешка · f2 белая пешка · h2 белая пешка · c1 белый король · g1 белый король | c8 чёрный король · g8 чёрный король · f7 чёрная пешка · h7 чёрная пешка · f6 чёрная пешка · a5 чёрная пешка · b5 чёрная пешка · c5 чёрная пешка · a3 белая пешка · h3 белая пешка · a2 белая пешка · c2 белая пешка · f2 белая пешка · h2 белая пешка · c1 белый король · g1 белый король | c8 чёрный король · g8 чёрный король · f7 чёрная пешка · h7 чёрная пешка · f6 чёрная пешка · a5 чёрная пешка · b5 чёрная пешка · c5 чёрная пешка · a3 белая пешка · h3 белая пешка · a2 белая пешка · c2 белая пешка · f2 белая пешка · h2 белая пешка · c1 белый король · g1 белый король | 7 |
| 6 | c8 чёрный король · g8 чёрный король · f7 чёрная пешка · h7 чёрная пешка · f6 чёрная пешка · a5 чёрная пешка · b5 чёрная пешка · c5 чёрная пешка · a3 белая пешка · h3 белая пешка · a2 белая пешка · c2 белая пешка · f2 белая пешка · h2 белая пешка · c1 белый король · g1 белый король | c8 чёрный король · g8 чёрный король · f7 чёрная пешка · h7 чёрная пешка · f6 чёрная пешка · a5 чёрная пешка · b5 чёрная пешка · c5 чёрная пешка · a3 белая пешка · h3 белая пешка · a2 белая пешка · c2 белая пешка · f2 белая пешка · h2 белая пешка · c1 белый король · g1 белый король | c8 чёрный король · g8 чёрный король · f7 чёрная пешка · h7 чёрная пешка · f6 чёрная пешка · a5 чёрная пешка · b5 чёрная пешка · c5 чёрная пешка · a3 белая пешка · h3 белая пешка · a2 белая пешка · c2 белая пешка · f2 белая пешка · h2 белая пешка · c1 белый король · g1 белый король | c8 чёрный король · g8 чёрный король · f7 чёрная пешка · h7 чёрная пешка · f6 чёрная пешка · a5 чёрная пешка · b5 чёрная пешка · c5 чёрная пешка · a3 белая пешка · h3 белая пешка · a2 белая пешка · c2 белая пешка · f2 белая пешка · h2 белая пешка · c1 белый король · g1 белый король | c8 чёрный король · g8 чёрный король · f7 чёрная пешка · h7 чёрная пешка · f6 чёрная пешка · a5 чёрная пешка · b5 чёрная пешка · c5 чёрная пешка · a3 белая пешка · h3 белая пешка · a2 белая пешка · c2 белая пешка · f2 белая пешка · h2 белая пешка · c1 белый король · g1 белый король | c8 чёрный король · g8 чёрный король · f7 чёрная пешка · h7 чёрная пешка · f6 чёрная пешка · a5 чёрная пешка · b5 чёрная пешка · c5 чёрная пешка · a3 белая пешка · h3 белая пешка · a2 белая пешка · c2 белая пешка · f2 белая пешка · h2 белая пешка · c1 белый король · g1 белый король | c8 чёрный король · g8 чёрный король · f7 чёрная пешка · h7 чёрная пешка · f6 чёрная пешка · a5 чёрная пешка · b5 чёрная пешка · c5 чёрная пешка · a3 белая пешка · h3 белая пешка · a2 белая пешка · c2 белая пешка · f2 белая пешка · h2 белая пешка · c1 белый король · g1 белый король | c8 чёрный король · g8 чёрный король · f7 чёрная пешка · h7 чёрная пешка · f6 чёрная пешка · a5 чёрная пешка · b5 чёрная пешка · c5 чёрная пешка · a3 белая пешка · h3 белая пешка · a2 белая пешка · c2 белая пешка · f2 белая пешка · h2 белая пешка · c1 белый король · g1 белый король | 6 |
| 5 | c8 чёрный король · g8 чёрный король · f7 чёрная пешка · h7 чёрная пешка · f6 чёрная пешка · a5 чёрная пешка · b5 чёрная пешка · c5 чёрная пешка · a3 белая пешка · h3 белая пешка · a2 белая пешка · c2 белая пешка · f2 белая пешка · h2 белая пешка · c1 белый король · g1 белый король | c8 чёрный король · g8 чёрный король · f7 чёрная пешка · h7 чёрная пешка · f6 чёрная пешка · a5 чёрная пешка · b5 чёрная пешка · c5 чёрная пешка · a3 белая пешка · h3 белая пешка · a2 белая пешка · c2 белая пешка · f2 белая пешка · h2 белая пешка · c1 белый король · g1 белый король | c8 чёрный король · g8 чёрный король · f7 чёрная пешка · h7 чёрная пешка · f6 чёрная пешка · a5 чёрная пешка · b5 чёрная пешка · c5 чёрная пешка · a3 белая пешка · h3 белая пешка · a2 белая пешка · c2 белая пешка · f2 белая пешка · h2 белая пешка · c1 белый король · g1 белый король | c8 чёрный король · g8 чёрный король · f7 чёрная пешка · h7 чёрная пешка · f6 чёрная пешка · a5 чёрная пешка · b5 чёрная пешка · c5 чёрная пешка · a3 белая пешка · h3 белая пешка · a2 белая пешка · c2 белая пешка · f2 белая пешка · h2 белая пешка · c1 белый король · g1 белый король | c8 чёрный король · g8 чёрный король · f7 чёрная пешка · h7 чёрная пешка · f6 чёрная пешка · a5 чёрная пешка · b5 чёрная пешка · c5 чёрная пешка · a3 белая пешка · h3 белая пешка · a2 белая пешка · c2 белая пешка · f2 белая пешка · h2 белая пешка · c1 белый король · g1 белый король | c8 чёрный король · g8 чёрный король · f7 чёрная пешка · h7 чёрная пешка · f6 чёрная пешка · a5 чёрная пешка · b5 чёрная пешка · c5 чёрная пешка · a3 белая пешка · h3 белая пешка · a2 белая пешка · c2 белая пешка · f2 белая пешка · h2 белая пешка · c1 белый король · g1 белый король | c8 чёрный король · g8 чёрный король · f7 чёрная пешка · h7 чёрная пешка · f6 чёрная пешка · a5 чёрная пешка · b5 чёрная пешка · c5 чёрная пешка · a3 белая пешка · h3 белая пешка · a2 белая пешка · c2 белая пешка · f2 белая пешка · h2 белая пешка · c1 белый король · g1 белый король | c8 чёрный король · g8 чёрный король · f7 чёрная пешка · h7 чёрная пешка · f6 чёрная пешка · a5 чёрная пешка · b5 чёрная пешка · c5 чёрная пешка · a3 белая пешка · h3 белая пешка · a2 белая пешка · c2 белая пешка · f2 белая пешка · h2 белая пешка · c1 белый король · g1 белый король | 5 |
| 4 | c8 чёрный король · g8 чёрный король · f7 чёрная пешка · h7 чёрная пешка · f6 чёрная пешка · a5 чёрная пешка · b5 чёрная пешка · c5 чёрная пешка · a3 белая пешка · h3 белая пешка · a2 белая пешка · c2 белая пешка · f2 белая пешка · h2 белая пешка · c1 белый король · g1 белый король | c8 чёрный король · g8 чёрный король · f7 чёрная пешка · h7 чёрная пешка · f6 чёрная пешка · a5 чёрная пешка · b5 чёрная пешка · c5 чёрная пешка · a3 белая пешка · h3 белая пешка · a2 белая пешка · c2 белая пешка · f2 белая пешка · h2 белая пешка · c1 белый король · g1 белый король | c8 чёрный король · g8 чёрный король · f7 чёрная пешка · h7 чёрная пешка · f6 чёрная пешка · a5 чёрная пешка · b5 чёрная пешка · c5 чёрная пешка · a3 белая пешка · h3 белая пешка · a2 белая пешка · c2 белая пешка · f2 белая пешка · h2 белая пешка · c1 белый король · g1 белый король | c8 чёрный король · g8 чёрный король · f7 чёрная пешка · h7 чёрная пешка · f6 чёрная пешка · a5 чёрная пешка · b5 чёрная пешка · c5 чёрная пешка · a3 белая пешка · h3 белая пешка · a2 белая пешка · c2 белая пешка · f2 белая пешка · h2 белая пешка · c1 белый король · g1 белый король | c8 чёрный король · g8 чёрный король · f7 чёрная пешка · h7 чёрная пешка · f6 чёрная пешка · a5 чёрная пешка · b5 чёрная пешка · c5 чёрная пешка · a3 белая пешка · h3 белая пешка · a2 белая пешка · c2 белая пешка · f2 белая пешка · h2 белая пешка · c1 белый король · g1 белый король | c8 чёрный король · g8 чёрный король · f7 чёрная пешка · h7 чёрная пешка · f6 чёрная пешка · a5 чёрная пешка · b5 чёрная пешка · c5 чёрная пешка · a3 белая пешка · h3 белая пешка · a2 белая пешка · c2 белая пешка · f2 белая пешка · h2 белая пешка · c1 белый король · g1 белый король | c8 чёрный король · g8 чёрный король · f7 чёрная пешка · h7 чёрная пешка · f6 чёрная пешка · a5 чёрная пешка · b5 чёрная пешка · c5 чёрная пешка · a3 белая пешка · h3 белая пешка · a2 белая пешка · c2 белая пешка · f2 белая пешка · h2 белая пешка · c1 белый король · g1 белый король | c8 чёрный король · g8 чёрный король · f7 чёрная пешка · h7 чёрная пешка · f6 чёрная пешка · a5 чёрная пешка · b5 чёрная пешка · c5 чёрная пешка · a3 белая пешка · h3 белая пешка · a2 белая пешка · c2 белая пешка · f2 белая пешка · h2 белая пешка · c1 белый король · g1 белый король | 4 |
| 3 | c8 чёрный король · g8 чёрный король · f7 чёрная пешка · h7 чёрная пешка · f6 чёрная пешка · a5 чёрная пешка · b5 чёрная пешка · c5 чёрная пешка · a3 белая пешка · h3 белая пешка · a2 белая пешка · c2 белая пешка · f2 белая пешка · h2 белая пешка · c1 белый король · g1 белый король | c8 чёрный король · g8 чёрный король · f7 чёрная пешка · h7 чёрная пешка · f6 чёрная пешка · a5 чёрная пешка · b5 чёрная пешка · c5 чёрная пешка · a3 белая пешка · h3 белая пешка · a2 белая пешка · c2 белая пешка · f2 белая пешка · h2 белая пешка · c1 белый король · g1 белый король | c8 чёрный король · g8 чёрный король · f7 чёрная пешка · h7 чёрная пешка · f6 чёрная пешка · a5 чёрная пешка · b5 чёрная пешка · c5 чёрная пешка · a3 белая пешка · h3 белая пешка · a2 белая пешка · c2 белая пешка · f2 белая пешка · h2 белая пешка · c1 белый король · g1 белый король | c8 чёрный король · g8 чёрный король · f7 чёрная пешка · h7 чёрная пешка · f6 чёрная пешка · a5 чёрная пешка · b5 чёрная пешка · c5 чёрная пешка · a3 белая пешка · h3 белая пешка · a2 белая пешка · c2 белая пешка · f2 белая пешка · h2 белая пешка · c1 белый король · g1 белый король | c8 чёрный король · g8 чёрный король · f7 чёрная пешка · h7 чёрная пешка · f6 чёрная пешка · a5 чёрная пешка · b5 чёрная пешка · c5 чёрная пешка · a3 белая пешка · h3 белая пешка · a2 белая пешка · c2 белая пешка · f2 белая пешка · h2 белая пешка · c1 белый король · g1 белый король | c8 чёрный король · g8 чёрный король · f7 чёрная пешка · h7 чёрная пешка · f6 чёрная пешка · a5 чёрная пешка · b5 чёрная пешка · c5 чёрная пешка · a3 белая пешка · h3 белая пешка · a2 белая пешка · c2 белая пешка · f2 белая пешка · h2 белая пешка · c1 белый король · g1 белый король | c8 чёрный король · g8 чёрный король · f7 чёрная пешка · h7 чёрная пешка · f6 чёрная пешка · a5 чёрная пешка · b5 чёрная пешка · c5 чёрная пешка · a3 белая пешка · h3 белая пешка · a2 белая пешка · c2 белая пешка · f2 белая пешка · h2 белая пешка · c1 белый король · g1 белый король | c8 чёрный король · g8 чёрный король · f7 чёрная пешка · h7 чёрная пешка · f6 чёрная пешка · a5 чёрная пешка · b5 чёрная пешка · c5 чёрная пешка · a3 белая пешка · h3 белая пешка · a2 белая пешка · c2 белая пешка · f2 белая пешка · h2 белая пешка · c1 белый король · g1 белый король | 3 |
| 2 | c8 чёрный король · g8 чёрный король · f7 чёрная пешка · h7 чёрная пешка · f6 чёрная пешка · a5 чёрная пешка · b5 чёрная пешка · c5 чёрная пешка · a3 белая пешка · h3 белая пешка · a2 белая пешка · c2 белая пешка · f2 белая пешка · h2 белая пешка · c1 белый король · g1 белый король | c8 чёрный король · g8 чёрный король · f7 чёрная пешка · h7 чёрная пешка · f6 чёрная пешка · a5 чёрная пешка · b5 чёрная пешка · c5 чёрная пешка · a3 белая пешка · h3 белая пешка · a2 белая пешка · c2 белая пешка · f2 белая пешка · h2 белая пешка · c1 белый король · g1 белый король | c8 чёрный король · g8 чёрный король · f7 чёрная пешка · h7 чёрная пешка · f6 чёрная пешка · a5 чёрная пешка · b5 чёрная пешка · c5 чёрная пешка · a3 белая пешка · h3 белая пешка · a2 белая пешка · c2 белая пешка · f2 белая пешка · h2 белая пешка · c1 белый король · g1 белый король | c8 чёрный король · g8 чёрный король · f7 чёрная пешка · h7 чёрная пешка · f6 чёрная пешка · a5 чёрная пешка · b5 чёрная пешка · c5 чёрная пешка · a3 белая пешка · h3 белая пешка · a2 белая пешка · c2 белая пешка · f2 белая пешка · h2 белая пешка · c1 белый король · g1 белый король | c8 чёрный король · g8 чёрный король · f7 чёрная пешка · h7 чёрная пешка · f6 чёрная пешка · a5 чёрная пешка · b5 чёрная пешка · c5 чёрная пешка · a3 белая пешка · h3 белая пешка · a2 белая пешка · c2 белая пешка · f2 белая пешка · h2 белая пешка · c1 белый король · g1 белый король | c8 чёрный король · g8 чёрный король · f7 чёрная пешка · h7 чёрная пешка · f6 чёрная пешка · a5 чёрная пешка · b5 чёрная пешка · c5 чёрная пешка · a3 белая пешка · h3 белая пешка · a2 белая пешка · c2 белая пешка · f2 белая пешка · h2 белая пешка · c1 белый король · g1 белый король | c8 чёрный король · g8 чёрный король · f7 чёрная пешка · h7 чёрная пешка · f6 чёрная пешка · a5 чёрная пешка · b5 чёрная пешка · c5 чёрная пешка · a3 белая пешка · h3 белая пешка · a2 белая пешка · c2 белая пешка · f2 белая пешка · h2 белая пешка · c1 белый король · g1 белый король | c8 чёрный король · g8 чёрный король · f7 чёрная пешка · h7 чёрная пешка · f6 чёрная пешка · a5 чёрная пешка · b5 чёрная пешка · c5 чёрная пешка · a3 белая пешка · h3 белая пешка · a2 белая пешка · c2 белая пешка · f2 белая пешка · h2 белая пешка · c1 белый король · g1 белый король | 2 |
| 1 | c8 чёрный король · g8 чёрный король · f7 чёрная пешка · h7 чёрная пешка · f6 чёрная пешка · a5 чёрная пешка · b5 чёрная пешка · c5 чёрная пешка · a3 белая пешка · h3 белая пешка · a2 белая пешка · c2 белая пешка · f2 белая пешка · h2 белая пешка · c1 белый король · g1 белый король | c8 чёрный король · g8 чёрный король · f7 чёрная пешка · h7 чёрная пешка · f6 чёрная пешка · a5 чёрная пешка · b5 чёрная пешка · c5 чёрная пешка · a3 белая пешка · h3 белая пешка · a2 белая пешка · c2 белая пешка · f2 белая пешка · h2 белая пешка · c1 белый король · g1 белый король | c8 чёрный король · g8 чёрный король · f7 чёрная пешка · h7 чёрная пешка · f6 чёрная пешка · a5 чёрная пешка · b5 чёрная пешка · c5 чёрная пешка · a3 белая пешка · h3 белая пешка · a2 белая пешка · c2 белая пешка · f2 белая пешка · h2 белая пешка · c1 белый король · g1 белый король | c8 чёрный король · g8 чёрный король · f7 чёрная пешка · h7 чёрная пешка · f6 чёрная пешка · a5 чёрная пешка · b5 чёрная пешка · c5 чёрная пешка · a3 белая пешка · h3 белая пешка · a2 белая пешка · c2 белая пешка · f2 белая пешка · h2 белая пешка · c1 белый король · g1 белый король | c8 чёрный король · g8 чёрный король · f7 чёрная пешка · h7 чёрная пешка · f6 чёрная пешка · a5 чёрная пешка · b5 чёрная пешка · c5 чёрная пешка · a3 белая пешка · h3 белая пешка · a2 белая пешка · c2 белая пешка · f2 белая пешка · h2 белая пешка · c1 белый король · g1 белый король | c8 чёрный король · g8 чёрный король · f7 чёрная пешка · h7 чёрная пешка · f6 чёрная пешка · a5 чёрная пешка · b5 чёрная пешка · c5 чёрная пешка · a3 белая пешка · h3 белая пешка · a2 белая пешка · c2 белая пешка · f2 белая пешка · h2 белая пешка · c1 белый король · g1 белый король | c8 чёрный король · g8 чёрный король · f7 чёрная пешка · h7 чёрная пешка · f6 чёрная пешка · a5 чёрная пешка · b5 чёрная пешка · c5 чёрная пешка · a3 белая пешка · h3 белая пешка · a2 белая пешка · c2 белая пешка · f2 белая пешка · h2 белая пешка · c1 белый король · g1 белый король | c8 чёрный король · g8 чёрный король · f7 чёрная пешка · h7 чёрная пешка · f6 чёрная пешка · a5 чёрная пешка · b5 чёрная пешка · c5 чёрная пешка · a3 белая пешка · h3 белая пешка · a2 белая пешка · c2 белая пешка · f2 белая пешка · h2 белая пешка · c1 белый король · g1 белый король | 1 |
|   | a | b | c | d | e | f | g | h |   |

Приведены примеры пешечных структур около позиции короля, делающих его уязвимыми для атак в миттельшпиле.

##### Эндшпиль
Применительно к эндшпилю, плохим королём называют такого короля, который занимает неактивное положение. В эндшпиле роль короля возрастает — поскольку в эндшпиле, в отличие от миттельшпиля, атака на короля, за редкими исключениями, невозможна, король выступает как самостоятельная фигура. В случаях, когда король не может выйти для участия в игре на важном участке доски, либо когда король ограничен каким-то участком доски, либо когда король «прикован» к защите какого-то поля, король считается плохим. Частым практическим случаем выступает «отрезание» короля тяжёлой фигурой, чаще всего — ладьёй. Данный приём типичен для ладейного эндшпиля с малым количеством фигур.
|   | a                                                                                      | b                                                                                      | c                                                                                      | d                                                                                      | e                                                                                      | f                                                                                      | g                                                                                      | h                                                                                      |   |
| - | -------------------------------------------------------------------------------------- | -------------------------------------------------------------------------------------- | -------------------------------------------------------------------------------------- | -------------------------------------------------------------------------------------- | -------------------------------------------------------------------------------------- | -------------------------------------------------------------------------------------- | -------------------------------------------------------------------------------------- | -------------------------------------------------------------------------------------- | - |
| 8 | c8 чёрная ладья · c5 белая пешка · h5 чёрный король · c4 белый король · d1 белая ладья | c8 чёрная ладья · c5 белая пешка · h5 чёрный король · c4 белый король · d1 белая ладья | c8 чёрная ладья · c5 белая пешка · h5 чёрный король · c4 белый король · d1 белая ладья | c8 чёрная ладья · c5 белая пешка · h5 чёрный король · c4 белый король · d1 белая ладья | c8 чёрная ладья · c5 белая пешка · h5 чёрный король · c4 белый король · d1 белая ладья | c8 чёрная ладья · c5 белая пешка · h5 чёрный король · c4 белый король · d1 белая ладья | c8 чёрная ладья · c5 белая пешка · h5 чёрный король · c4 белый король · d1 белая ладья | c8 чёрная ладья · c5 белая пешка · h5 чёрный король · c4 белый король · d1 белая ладья | 8 |
| 7 | c8 чёрная ладья · c5 белая пешка · h5 чёрный король · c4 белый король · d1 белая ладья | c8 чёрная ладья · c5 белая пешка · h5 чёрный король · c4 белый король · d1 белая ладья | c8 чёрная ладья · c5 белая пешка · h5 чёрный король · c4 белый король · d1 белая ладья | c8 чёрная ладья · c5 белая пешка · h5 чёрный король · c4 белый король · d1 белая ладья | c8 чёрная ладья · c5 белая пешка · h5 чёрный король · c4 белый король · d1 белая ладья | c8 чёрная ладья · c5 белая пешка · h5 чёрный король · c4 белый король · d1 белая ладья | c8 чёрная ладья · c5 белая пешка · h5 чёрный король · c4 белый король · d1 белая ладья | c8 чёрная ладья · c5 белая пешка · h5 чёрный король · c4 белый король · d1 белая ладья | 7 |
| 6 | c8 чёрная ладья · c5 белая пешка · h5 чёрный король · c4 белый король · d1 белая ладья | c8 чёрная ладья · c5 белая пешка · h5 чёрный король · c4 белый король · d1 белая ладья | c8 чёрная ладья · c5 белая пешка · h5 чёрный король · c4 белый король · d1 белая ладья | c8 чёрная ладья · c5 белая пешка · h5 чёрный король · c4 белый король · d1 белая ладья | c8 чёрная ладья · c5 белая пешка · h5 чёрный король · c4 белый король · d1 белая ладья | c8 чёрная ладья · c5 белая пешка · h5 чёрный король · c4 белый король · d1 белая ладья | c8 чёрная ладья · c5 белая пешка · h5 чёрный король · c4 белый король · d1 белая ладья | c8 чёрная ладья · c5 белая пешка · h5 чёрный король · c4 белый король · d1 белая ладья | 6 |
| 5 | c8 чёрная ладья · c5 белая пешка · h5 чёрный король · c4 белый король · d1 белая ладья | c8 чёрная ладья · c5 белая пешка · h5 чёрный король · c4 белый король · d1 белая ладья | c8 чёрная ладья · c5 белая пешка · h5 чёрный король · c4 белый король · d1 белая ладья | c8 чёрная ладья · c5 белая пешка · h5 чёрный король · c4 белый король · d1 белая ладья | c8 чёрная ладья · c5 белая пешка · h5 чёрный король · c4 белый король · d1 белая ладья | c8 чёрная ладья · c5 белая пешка · h5 чёрный король · c4 белый король · d1 белая ладья | c8 чёрная ладья · c5 белая пешка · h5 чёрный король · c4 белый король · d1 белая ладья | c8 чёрная ладья · c5 белая пешка · h5 чёрный король · c4 белый король · d1 белая ладья | 5 |
| 4 | c8 чёрная ладья · c5 белая пешка · h5 чёрный король · c4 белый король · d1 белая ладья | c8 чёрная ладья · c5 белая пешка · h5 чёрный король · c4 белый король · d1 белая ладья | c8 чёрная ладья · c5 белая пешка · h5 чёрный король · c4 белый король · d1 белая ладья | c8 чёрная ладья · c5 белая пешка · h5 чёрный король · c4 белый король · d1 белая ладья | c8 чёрная ладья · c5 белая пешка · h5 чёрный король · c4 белый король · d1 белая ладья | c8 чёрная ладья · c5 белая пешка · h5 чёрный король · c4 белый король · d1 белая ладья | c8 чёрная ладья · c5 белая пешка · h5 чёрный король · c4 белый король · d1 белая ладья | c8 чёрная ладья · c5 белая пешка · h5 чёрный король · c4 белый король · d1 белая ладья | 4 |
| 3 | c8 чёрная ладья · c5 белая пешка · h5 чёрный король · c4 белый король · d1 белая ладья | c8 чёрная ладья · c5 белая пешка · h5 чёрный король · c4 белый король · d1 белая ладья | c8 чёрная ладья · c5 белая пешка · h5 чёрный король · c4 белый король · d1 белая ладья | c8 чёрная ладья · c5 белая пешка · h5 чёрный король · c4 белый король · d1 белая ладья | c8 чёрная ладья · c5 белая пешка · h5 чёрный король · c4 белый король · d1 белая ладья | c8 чёрная ладья · c5 белая пешка · h5 чёрный король · c4 белый король · d1 белая ладья | c8 чёрная ладья · c5 белая пешка · h5 чёрный король · c4 белый король · d1 белая ладья | c8 чёрная ладья · c5 белая пешка · h5 чёрный король · c4 белый король · d1 белая ладья | 3 |
| 2 | c8 чёрная ладья · c5 белая пешка · h5 чёрный король · c4 белый король · d1 белая ладья | c8 чёрная ладья · c5 белая пешка · h5 чёрный король · c4 белый король · d1 белая ладья | c8 чёрная ладья · c5 белая пешка · h5 чёрный король · c4 белый король · d1 белая ладья | c8 чёрная ладья · c5 белая пешка · h5 чёрный король · c4 белый король · d1 белая ладья | c8 чёрная ладья · c5 белая пешка · h5 чёрный король · c4 белый король · d1 белая ладья | c8 чёрная ладья · c5 белая пешка · h5 чёрный король · c4 белый король · d1 белая ладья | c8 чёрная ладья · c5 белая пешка · h5 чёрный король · c4 белый король · d1 белая ладья | c8 чёрная ладья · c5 белая пешка · h5 чёрный король · c4 белый король · d1 белая ладья | 2 |
| 1 | c8 чёрная ладья · c5 белая пешка · h5 чёрный король · c4 белый король · d1 белая ладья | c8 чёрная ладья · c5 белая пешка · h5 чёрный король · c4 белый король · d1 белая ладья | c8 чёрная ладья · c5 белая пешка · h5 чёрный король · c4 белый король · d1 белая ладья | c8 чёрная ладья · c5 белая пешка · h5 чёрный король · c4 белый король · d1 белая ладья | c8 чёрная ладья · c5 белая пешка · h5 чёрный король · c4 белый король · d1 белая ладья | c8 чёрная ладья · c5 белая пешка · h5 чёрный король · c4 белый король · d1 белая ладья | c8 чёрная ладья · c5 белая пешка · h5 чёрный король · c4 белый король · d1 белая ладья | c8 чёрная ладья · c5 белая пешка · h5 чёрный король · c4 белый король · d1 белая ладья | 1 |
|   | a                                                                                      | b                                                                                      | c                                                                                      | d                                                                                      | e                                                                                      | f                                                                                      | g                                                                                      | h                                                                                      |   |

Наиболее простой способ выигрыша — лишить короля возможности выйти: 1. Лg1! Далее белые без проблем доводят пешку до поля с7 и легко выигрывают, строя мостик. Чёрный король — плохой ввиду удалённости от белой проходной и тем более после «отрезания» по линии g.

#### Плохой ферзь, плохая ладья
Данные случаи обычно относятся к тем позициям, когда ферзь или ладья либо находятся на участке доски, не влияющем на ход игры, либо впрямую подвержены угрозе потери. С практической точки зрения это означает, что тяжёлая фигура ограничена (заблокирована своими фигурами) и не может принять участие в защите короля, либо находится в лагере соперника (как правило, путем поедания отравленной пешки или фигуры) и будет уничтожена в ближайшее время.
|   | a | b | c | d | e | f | g | h |   |
| - | --- | --- | --- | --- | --- | --- | --- | --- | - |
| 8 | a8 чёрная ладья · c8 чёрный слон · e8 чёрный король · f8 чёрный слон · h8 чёрная ладья · a7 чёрная пешка · b7 чёрная пешка · e7 чёрная пешка · f7 чёрная пешка · g7 чёрная пешка · h7 чёрная пешка · b6 чёрный ферзь · c6 чёрный конь · f6 чёрный конь · d5 белая пешка · g5 белый слон · d4 белая пешка · c3 белый конь · a2 белая пешка · b2 белая пешка · f2 белая пешка · g2 белая пешка · h2 белая пешка · a1 белая ладья · d1 белый ферзь · e1 белый король · f1 белый слон · g1 белый конь · h1 белая ладья | a8 чёрная ладья · c8 чёрный слон · e8 чёрный король · f8 чёрный слон · h8 чёрная ладья · a7 чёрная пешка · b7 чёрная пешка · e7 чёрная пешка · f7 чёрная пешка · g7 чёрная пешка · h7 чёрная пешка · b6 чёрный ферзь · c6 чёрный конь · f6 чёрный конь · d5 белая пешка · g5 белый слон · d4 белая пешка · c3 белый конь · a2 белая пешка · b2 белая пешка · f2 белая пешка · g2 белая пешка · h2 белая пешка · a1 белая ладья · d1 белый ферзь · e1 белый король · f1 белый слон · g1 белый конь · h1 белая ладья | a8 чёрная ладья · c8 чёрный слон · e8 чёрный король · f8 чёрный слон · h8 чёрная ладья · a7 чёрная пешка · b7 чёрная пешка · e7 чёрная пешка · f7 чёрная пешка · g7 чёрная пешка · h7 чёрная пешка · b6 чёрный ферзь · c6 чёрный конь · f6 чёрный конь · d5 белая пешка · g5 белый слон · d4 белая пешка · c3 белый конь · a2 белая пешка · b2 белая пешка · f2 белая пешка · g2 белая пешка · h2 белая пешка · a1 белая ладья · d1 белый ферзь · e1 белый король · f1 белый слон · g1 белый конь · h1 белая ладья | a8 чёрная ладья · c8 чёрный слон · e8 чёрный король · f8 чёрный слон · h8 чёрная ладья · a7 чёрная пешка · b7 чёрная пешка · e7 чёрная пешка · f7 чёрная пешка · g7 чёрная пешка · h7 чёрная пешка · b6 чёрный ферзь · c6 чёрный конь · f6 чёрный конь · d5 белая пешка · g5 белый слон · d4 белая пешка · c3 белый конь · a2 белая пешка · b2 белая пешка · f2 белая пешка · g2 белая пешка · h2 белая пешка · a1 белая ладья · d1 белый ферзь · e1 белый король · f1 белый слон · g1 белый конь · h1 белая ладья | a8 чёрная ладья · c8 чёрный слон · e8 чёрный король · f8 чёрный слон · h8 чёрная ладья · a7 чёрная пешка · b7 чёрная пешка · e7 чёрная пешка · f7 чёрная пешка · g7 чёрная пешка · h7 чёрная пешка · b6 чёрный ферзь · c6 чёрный конь · f6 чёрный конь · d5 белая пешка · g5 белый слон · d4 белая пешка · c3 белый конь · a2 белая пешка · b2 белая пешка · f2 белая пешка · g2 белая пешка · h2 белая пешка · a1 белая ладья · d1 белый ферзь · e1 белый король · f1 белый слон · g1 белый конь · h1 белая ладья | a8 чёрная ладья · c8 чёрный слон · e8 чёрный король · f8 чёрный слон · h8 чёрная ладья · a7 чёрная пешка · b7 чёрная пешка · e7 чёрная пешка · f7 чёрная пешка · g7 чёрная пешка · h7 чёрная пешка · b6 чёрный ферзь · c6 чёрный конь · f6 чёрный конь · d5 белая пешка · g5 белый слон · d4 белая пешка · c3 белый конь · a2 белая пешка · b2 белая пешка · f2 белая пешка · g2 белая пешка · h2 белая пешка · a1 белая ладья · d1 белый ферзь · e1 белый король · f1 белый слон · g1 белый конь · h1 белая ладья | a8 чёрная ладья · c8 чёрный слон · e8 чёрный король · f8 чёрный слон · h8 чёрная ладья · a7 чёрная пешка · b7 чёрная пешка · e7 чёрная пешка · f7 чёрная пешка · g7 чёрная пешка · h7 чёрная пешка · b6 чёрный ферзь · c6 чёрный конь · f6 чёрный конь · d5 белая пешка · g5 белый слон · d4 белая пешка · c3 белый конь · a2 белая пешка · b2 белая пешка · f2 белая пешка · g2 белая пешка · h2 белая пешка · a1 белая ладья · d1 белый ферзь · e1 белый король · f1 белый слон · g1 белый конь · h1 белая ладья | a8 чёрная ладья · c8 чёрный слон · e8 чёрный король · f8 чёрный слон · h8 чёрная ладья · a7 чёрная пешка · b7 чёрная пешка · e7 чёрная пешка · f7 чёрная пешка · g7 чёрная пешка · h7 чёрная пешка · b6 чёрный ферзь · c6 чёрный конь · f6 чёрный конь · d5 белая пешка · g5 белый слон · d4 белая пешка · c3 белый конь · a2 белая пешка · b2 белая пешка · f2 белая пешка · g2 белая пешка · h2 белая пешка · a1 белая ладья · d1 белый ферзь · e1 белый король · f1 белый слон · g1 белый конь · h1 белая ладья | 8 |
| 7 | a8 чёрная ладья · c8 чёрный слон · e8 чёрный король · f8 чёрный слон · h8 чёрная ладья · a7 чёрная пешка · b7 чёрная пешка · e7 чёрная пешка · f7 чёрная пешка · g7 чёрная пешка · h7 чёрная пешка · b6 чёрный ферзь · c6 чёрный конь · f6 чёрный конь · d5 белая пешка · g5 белый слон · d4 белая пешка · c3 белый конь · a2 белая пешка · b2 белая пешка · f2 белая пешка · g2 белая пешка · h2 белая пешка · a1 белая ладья · d1 белый ферзь · e1 белый король · f1 белый слон · g1 белый конь · h1 белая ладья | a8 чёрная ладья · c8 чёрный слон · e8 чёрный король · f8 чёрный слон · h8 чёрная ладья · a7 чёрная пешка · b7 чёрная пешка · e7 чёрная пешка · f7 чёрная пешка · g7 чёрная пешка · h7 чёрная пешка · b6 чёрный ферзь · c6 чёрный конь · f6 чёрный конь · d5 белая пешка · g5 белый слон · d4 белая пешка · c3 белый конь · a2 белая пешка · b2 белая пешка · f2 белая пешка · g2 белая пешка · h2 белая пешка · a1 белая ладья · d1 белый ферзь · e1 белый король · f1 белый слон · g1 белый конь · h1 белая ладья | a8 чёрная ладья · c8 чёрный слон · e8 чёрный король · f8 чёрный слон · h8 чёрная ладья · a7 чёрная пешка · b7 чёрная пешка · e7 чёрная пешка · f7 чёрная пешка · g7 чёрная пешка · h7 чёрная пешка · b6 чёрный ферзь · c6 чёрный конь · f6 чёрный конь · d5 белая пешка · g5 белый слон · d4 белая пешка · c3 белый конь · a2 белая пешка · b2 белая пешка · f2 белая пешка · g2 белая пешка · h2 белая пешка · a1 белая ладья · d1 белый ферзь · e1 белый король · f1 белый слон · g1 белый конь · h1 белая ладья | a8 чёрная ладья · c8 чёрный слон · e8 чёрный король · f8 чёрный слон · h8 чёрная ладья · a7 чёрная пешка · b7 чёрная пешка · e7 чёрная пешка · f7 чёрная пешка · g7 чёрная пешка · h7 чёрная пешка · b6 чёрный ферзь · c6 чёрный конь · f6 чёрный конь · d5 белая пешка · g5 белый слон · d4 белая пешка · c3 белый конь · a2 белая пешка · b2 белая пешка · f2 белая пешка · g2 белая пешка · h2 белая пешка · a1 белая ладья · d1 белый ферзь · e1 белый король · f1 белый слон · g1 белый конь · h1 белая ладья | a8 чёрная ладья · c8 чёрный слон · e8 чёрный король · f8 чёрный слон · h8 чёрная ладья · a7 чёрная пешка · b7 чёрная пешка · e7 чёрная пешка · f7 чёрная пешка · g7 чёрная пешка · h7 чёрная пешка · b6 чёрный ферзь · c6 чёрный конь · f6 чёрный конь · d5 белая пешка · g5 белый слон · d4 белая пешка · c3 белый конь · a2 белая пешка · b2 белая пешка · f2 белая пешка · g2 белая пешка · h2 белая пешка · a1 белая ладья · d1 белый ферзь · e1 белый король · f1 белый слон · g1 белый конь · h1 белая ладья | a8 чёрная ладья · c8 чёрный слон · e8 чёрный король · f8 чёрный слон · h8 чёрная ладья · a7 чёрная пешка · b7 чёрная пешка · e7 чёрная пешка · f7 чёрная пешка · g7 чёрная пешка · h7 чёрная пешка · b6 чёрный ферзь · c6 чёрный конь · f6 чёрный конь · d5 белая пешка · g5 белый слон · d4 белая пешка · c3 белый конь · a2 белая пешка · b2 белая пешка · f2 белая пешка · g2 белая пешка · h2 белая пешка · a1 белая ладья · d1 белый ферзь · e1 белый король · f1 белый слон · g1 белый конь · h1 белая ладья | a8 чёрная ладья · c8 чёрный слон · e8 чёрный король · f8 чёрный слон · h8 чёрная ладья · a7 чёрная пешка · b7 чёрная пешка · e7 чёрная пешка · f7 чёрная пешка · g7 чёрная пешка · h7 чёрная пешка · b6 чёрный ферзь · c6 чёрный конь · f6 чёрный конь · d5 белая пешка · g5 белый слон · d4 белая пешка · c3 белый конь · a2 белая пешка · b2 белая пешка · f2 белая пешка · g2 белая пешка · h2 белая пешка · a1 белая ладья · d1 белый ферзь · e1 белый король · f1 белый слон · g1 белый конь · h1 белая ладья | a8 чёрная ладья · c8 чёрный слон · e8 чёрный король · f8 чёрный слон · h8 чёрная ладья · a7 чёрная пешка · b7 чёрная пешка · e7 чёрная пешка · f7 чёрная пешка · g7 чёрная пешка · h7 чёрная пешка · b6 чёрный ферзь · c6 чёрный конь · f6 чёрный конь · d5 белая пешка · g5 белый слон · d4 белая пешка · c3 белый конь · a2 белая пешка · b2 белая пешка · f2 белая пешка · g2 белая пешка · h2 белая пешка · a1 белая ладья · d1 белый ферзь · e1 белый король · f1 белый слон · g1 белый конь · h1 белая ладья | 7 |
| 6 | a8 чёрная ладья · c8 чёрный слон · e8 чёрный король · f8 чёрный слон · h8 чёрная ладья · a7 чёрная пешка · b7 чёрная пешка · e7 чёрная пешка · f7 чёрная пешка · g7 чёрная пешка · h7 чёрная пешка · b6 чёрный ферзь · c6 чёрный конь · f6 чёрный конь · d5 белая пешка · g5 белый слон · d4 белая пешка · c3 белый конь · a2 белая пешка · b2 белая пешка · f2 белая пешка · g2 белая пешка · h2 белая пешка · a1 белая ладья · d1 белый ферзь · e1 белый король · f1 белый слон · g1 белый конь · h1 белая ладья | a8 чёрная ладья · c8 чёрный слон · e8 чёрный король · f8 чёрный слон · h8 чёрная ладья · a7 чёрная пешка · b7 чёрная пешка · e7 чёрная пешка · f7 чёрная пешка · g7 чёрная пешка · h7 чёрная пешка · b6 чёрный ферзь · c6 чёрный конь · f6 чёрный конь · d5 белая пешка · g5 белый слон · d4 белая пешка · c3 белый конь · a2 белая пешка · b2 белая пешка · f2 белая пешка · g2 белая пешка · h2 белая пешка · a1 белая ладья · d1 белый ферзь · e1 белый король · f1 белый слон · g1 белый конь · h1 белая ладья | a8 чёрная ладья · c8 чёрный слон · e8 чёрный король · f8 чёрный слон · h8 чёрная ладья · a7 чёрная пешка · b7 чёрная пешка · e7 чёрная пешка · f7 чёрная пешка · g7 чёрная пешка · h7 чёрная пешка · b6 чёрный ферзь · c6 чёрный конь · f6 чёрный конь · d5 белая пешка · g5 белый слон · d4 белая пешка · c3 белый конь · a2 белая пешка · b2 белая пешка · f2 белая пешка · g2 белая пешка · h2 белая пешка · a1 белая ладья · d1 белый ферзь · e1 белый король · f1 белый слон · g1 белый конь · h1 белая ладья | a8 чёрная ладья · c8 чёрный слон · e8 чёрный король · f8 чёрный слон · h8 чёрная ладья · a7 чёрная пешка · b7 чёрная пешка · e7 чёрная пешка · f7 чёрная пешка · g7 чёрная пешка · h7 чёрная пешка · b6 чёрный ферзь · c6 чёрный конь · f6 чёрный конь · d5 белая пешка · g5 белый слон · d4 белая пешка · c3 белый конь · a2 белая пешка · b2 белая пешка · f2 белая пешка · g2 белая пешка · h2 белая пешка · a1 белая ладья · d1 белый ферзь · e1 белый король · f1 белый слон · g1 белый конь · h1 белая ладья | a8 чёрная ладья · c8 чёрный слон · e8 чёрный король · f8 чёрный слон · h8 чёрная ладья · a7 чёрная пешка · b7 чёрная пешка · e7 чёрная пешка · f7 чёрная пешка · g7 чёрная пешка · h7 чёрная пешка · b6 чёрный ферзь · c6 чёрный конь · f6 чёрный конь · d5 белая пешка · g5 белый слон · d4 белая пешка · c3 белый конь · a2 белая пешка · b2 белая пешка · f2 белая пешка · g2 белая пешка · h2 белая пешка · a1 белая ладья · d1 белый ферзь · e1 белый король · f1 белый слон · g1 белый конь · h1 белая ладья | a8 чёрная ладья · c8 чёрный слон · e8 чёрный король · f8 чёрный слон · h8 чёрная ладья · a7 чёрная пешка · b7 чёрная пешка · e7 чёрная пешка · f7 чёрная пешка · g7 чёрная пешка · h7 чёрная пешка · b6 чёрный ферзь · c6 чёрный конь · f6 чёрный конь · d5 белая пешка · g5 белый слон · d4 белая пешка · c3 белый конь · a2 белая пешка · b2 белая пешка · f2 белая пешка · g2 белая пешка · h2 белая пешка · a1 белая ладья · d1 белый ферзь · e1 белый король · f1 белый слон · g1 белый конь · h1 белая ладья | a8 чёрная ладья · c8 чёрный слон · e8 чёрный король · f8 чёрный слон · h8 чёрная ладья · a7 чёрная пешка · b7 чёрная пешка · e7 чёрная пешка · f7 чёрная пешка · g7 чёрная пешка · h7 чёрная пешка · b6 чёрный ферзь · c6 чёрный конь · f6 чёрный конь · d5 белая пешка · g5 белый слон · d4 белая пешка · c3 белый конь · a2 белая пешка · b2 белая пешка · f2 белая пешка · g2 белая пешка · h2 белая пешка · a1 белая ладья · d1 белый ферзь · e1 белый король · f1 белый слон · g1 белый конь · h1 белая ладья | a8 чёрная ладья · c8 чёрный слон · e8 чёрный король · f8 чёрный слон · h8 чёрная ладья · a7 чёрная пешка · b7 чёрная пешка · e7 чёрная пешка · f7 чёрная пешка · g7 чёрная пешка · h7 чёрная пешка · b6 чёрный ферзь · c6 чёрный конь · f6 чёрный конь · d5 белая пешка · g5 белый слон · d4 белая пешка · c3 белый конь · a2 белая пешка · b2 белая пешка · f2 белая пешка · g2 белая пешка · h2 белая пешка · a1 белая ладья · d1 белый ферзь · e1 белый король · f1 белый слон · g1 белый конь · h1 белая ладья | 6 |
| 5 | a8 чёрная ладья · c8 чёрный слон · e8 чёрный король · f8 чёрный слон · h8 чёрная ладья · a7 чёрная пешка · b7 чёрная пешка · e7 чёрная пешка · f7 чёрная пешка · g7 чёрная пешка · h7 чёрная пешка · b6 чёрный ферзь · c6 чёрный конь · f6 чёрный конь · d5 белая пешка · g5 белый слон · d4 белая пешка · c3 белый конь · a2 белая пешка · b2 белая пешка · f2 белая пешка · g2 белая пешка · h2 белая пешка · a1 белая ладья · d1 белый ферзь · e1 белый король · f1 белый слон · g1 белый конь · h1 белая ладья | a8 чёрная ладья · c8 чёрный слон · e8 чёрный король · f8 чёрный слон · h8 чёрная ладья · a7 чёрная пешка · b7 чёрная пешка · e7 чёрная пешка · f7 чёрная пешка · g7 чёрная пешка · h7 чёрная пешка · b6 чёрный ферзь · c6 чёрный конь · f6 чёрный конь · d5 белая пешка · g5 белый слон · d4 белая пешка · c3 белый конь · a2 белая пешка · b2 белая пешка · f2 белая пешка · g2 белая пешка · h2 белая пешка · a1 белая ладья · d1 белый ферзь · e1 белый король · f1 белый слон · g1 белый конь · h1 белая ладья | a8 чёрная ладья · c8 чёрный слон · e8 чёрный король · f8 чёрный слон · h8 чёрная ладья · a7 чёрная пешка · b7 чёрная пешка · e7 чёрная пешка · f7 чёрная пешка · g7 чёрная пешка · h7 чёрная пешка · b6 чёрный ферзь · c6 чёрный конь · f6 чёрный конь · d5 белая пешка · g5 белый слон · d4 белая пешка · c3 белый конь · a2 белая пешка · b2 белая пешка · f2 белая пешка · g2 белая пешка · h2 белая пешка · a1 белая ладья · d1 белый ферзь · e1 белый король · f1 белый слон · g1 белый конь · h1 белая ладья | a8 чёрная ладья · c8 чёрный слон · e8 чёрный король · f8 чёрный слон · h8 чёрная ладья · a7 чёрная пешка · b7 чёрная пешка · e7 чёрная пешка · f7 чёрная пешка · g7 чёрная пешка · h7 чёрная пешка · b6 чёрный ферзь · c6 чёрный конь · f6 чёрный конь · d5 белая пешка · g5 белый слон · d4 белая пешка · c3 белый конь · a2 белая пешка · b2 белая пешка · f2 белая пешка · g2 белая пешка · h2 белая пешка · a1 белая ладья · d1 белый ферзь · e1 белый король · f1 белый слон · g1 белый конь · h1 белая ладья | a8 чёрная ладья · c8 чёрный слон · e8 чёрный король · f8 чёрный слон · h8 чёрная ладья · a7 чёрная пешка · b7 чёрная пешка · e7 чёрная пешка · f7 чёрная пешка · g7 чёрная пешка · h7 чёрная пешка · b6 чёрный ферзь · c6 чёрный конь · f6 чёрный конь · d5 белая пешка · g5 белый слон · d4 белая пешка · c3 белый конь · a2 белая пешка · b2 белая пешка · f2 белая пешка · g2 белая пешка · h2 белая пешка · a1 белая ладья · d1 белый ферзь · e1 белый король · f1 белый слон · g1 белый конь · h1 белая ладья | a8 чёрная ладья · c8 чёрный слон · e8 чёрный король · f8 чёрный слон · h8 чёрная ладья · a7 чёрная пешка · b7 чёрная пешка · e7 чёрная пешка · f7 чёрная пешка · g7 чёрная пешка · h7 чёрная пешка · b6 чёрный ферзь · c6 чёрный конь · f6 чёрный конь · d5 белая пешка · g5 белый слон · d4 белая пешка · c3 белый конь · a2 белая пешка · b2 белая пешка · f2 белая пешка · g2 белая пешка · h2 белая пешка · a1 белая ладья · d1 белый ферзь · e1 белый король · f1 белый слон · g1 белый конь · h1 белая ладья | a8 чёрная ладья · c8 чёрный слон · e8 чёрный король · f8 чёрный слон · h8 чёрная ладья · a7 чёрная пешка · b7 чёрная пешка · e7 чёрная пешка · f7 чёрная пешка · g7 чёрная пешка · h7 чёрная пешка · b6 чёрный ферзь · c6 чёрный конь · f6 чёрный конь · d5 белая пешка · g5 белый слон · d4 белая пешка · c3 белый конь · a2 белая пешка · b2 белая пешка · f2 белая пешка · g2 белая пешка · h2 белая пешка · a1 белая ладья · d1 белый ферзь · e1 белый король · f1 белый слон · g1 белый конь · h1 белая ладья | a8 чёрная ладья · c8 чёрный слон · e8 чёрный король · f8 чёрный слон · h8 чёрная ладья · a7 чёрная пешка · b7 чёрная пешка · e7 чёрная пешка · f7 чёрная пешка · g7 чёрная пешка · h7 чёрная пешка · b6 чёрный ферзь · c6 чёрный конь · f6 чёрный конь · d5 белая пешка · g5 белый слон · d4 белая пешка · c3 белый конь · a2 белая пешка · b2 белая пешка · f2 белая пешка · g2 белая пешка · h2 белая пешка · a1 белая ладья · d1 белый ферзь · e1 белый король · f1 белый слон · g1 белый конь · h1 белая ладья | 5 |
| 4 | a8 чёрная ладья · c8 чёрный слон · e8 чёрный король · f8 чёрный слон · h8 чёрная ладья · a7 чёрная пешка · b7 чёрная пешка · e7 чёрная пешка · f7 чёрная пешка · g7 чёрная пешка · h7 чёрная пешка · b6 чёрный ферзь · c6 чёрный конь · f6 чёрный конь · d5 белая пешка · g5 белый слон · d4 белая пешка · c3 белый конь · a2 белая пешка · b2 белая пешка · f2 белая пешка · g2 белая пешка · h2 белая пешка · a1 белая ладья · d1 белый ферзь · e1 белый король · f1 белый слон · g1 белый конь · h1 белая ладья | a8 чёрная ладья · c8 чёрный слон · e8 чёрный король · f8 чёрный слон · h8 чёрная ладья · a7 чёрная пешка · b7 чёрная пешка · e7 чёрная пешка · f7 чёрная пешка · g7 чёрная пешка · h7 чёрная пешка · b6 чёрный ферзь · c6 чёрный конь · f6 чёрный конь · d5 белая пешка · g5 белый слон · d4 белая пешка · c3 белый конь · a2 белая пешка · b2 белая пешка · f2 белая пешка · g2 белая пешка · h2 белая пешка · a1 белая ладья · d1 белый ферзь · e1 белый король · f1 белый слон · g1 белый конь · h1 белая ладья | a8 чёрная ладья · c8 чёрный слон · e8 чёрный король · f8 чёрный слон · h8 чёрная ладья · a7 чёрная пешка · b7 чёрная пешка · e7 чёрная пешка · f7 чёрная пешка · g7 чёрная пешка · h7 чёрная пешка · b6 чёрный ферзь · c6 чёрный конь · f6 чёрный конь · d5 белая пешка · g5 белый слон · d4 белая пешка · c3 белый конь · a2 белая пешка · b2 белая пешка · f2 белая пешка · g2 белая пешка · h2 белая пешка · a1 белая ладья · d1 белый ферзь · e1 белый король · f1 белый слон · g1 белый конь · h1 белая ладья | a8 чёрная ладья · c8 чёрный слон · e8 чёрный король · f8 чёрный слон · h8 чёрная ладья · a7 чёрная пешка · b7 чёрная пешка · e7 чёрная пешка · f7 чёрная пешка · g7 чёрная пешка · h7 чёрная пешка · b6 чёрный ферзь · c6 чёрный конь · f6 чёрный конь · d5 белая пешка · g5 белый слон · d4 белая пешка · c3 белый конь · a2 белая пешка · b2 белая пешка · f2 белая пешка · g2 белая пешка · h2 белая пешка · a1 белая ладья · d1 белый ферзь · e1 белый король · f1 белый слон · g1 белый конь · h1 белая ладья | a8 чёрная ладья · c8 чёрный слон · e8 чёрный король · f8 чёрный слон · h8 чёрная ладья · a7 чёрная пешка · b7 чёрная пешка · e7 чёрная пешка · f7 чёрная пешка · g7 чёрная пешка · h7 чёрная пешка · b6 чёрный ферзь · c6 чёрный конь · f6 чёрный конь · d5 белая пешка · g5 белый слон · d4 белая пешка · c3 белый конь · a2 белая пешка · b2 белая пешка · f2 белая пешка · g2 белая пешка · h2 белая пешка · a1 белая ладья · d1 белый ферзь · e1 белый король · f1 белый слон · g1 белый конь · h1 белая ладья | a8 чёрная ладья · c8 чёрный слон · e8 чёрный король · f8 чёрный слон · h8 чёрная ладья · a7 чёрная пешка · b7 чёрная пешка · e7 чёрная пешка · f7 чёрная пешка · g7 чёрная пешка · h7 чёрная пешка · b6 чёрный ферзь · c6 чёрный конь · f6 чёрный конь · d5 белая пешка · g5 белый слон · d4 белая пешка · c3 белый конь · a2 белая пешка · b2 белая пешка · f2 белая пешка · g2 белая пешка · h2 белая пешка · a1 белая ладья · d1 белый ферзь · e1 белый король · f1 белый слон · g1 белый конь · h1 белая ладья | a8 чёрная ладья · c8 чёрный слон · e8 чёрный король · f8 чёрный слон · h8 чёрная ладья · a7 чёрная пешка · b7 чёрная пешка · e7 чёрная пешка · f7 чёрная пешка · g7 чёрная пешка · h7 чёрная пешка · b6 чёрный ферзь · c6 чёрный конь · f6 чёрный конь · d5 белая пешка · g5 белый слон · d4 белая пешка · c3 белый конь · a2 белая пешка · b2 белая пешка · f2 белая пешка · g2 белая пешка · h2 белая пешка · a1 белая ладья · d1 белый ферзь · e1 белый король · f1 белый слон · g1 белый конь · h1 белая ладья | a8 чёрная ладья · c8 чёрный слон · e8 чёрный король · f8 чёрный слон · h8 чёрная ладья · a7 чёрная пешка · b7 чёрная пешка · e7 чёрная пешка · f7 чёрная пешка · g7 чёрная пешка · h7 чёрная пешка · b6 чёрный ферзь · c6 чёрный конь · f6 чёрный конь · d5 белая пешка · g5 белый слон · d4 белая пешка · c3 белый конь · a2 белая пешка · b2 белая пешка · f2 белая пешка · g2 белая пешка · h2 белая пешка · a1 белая ладья · d1 белый ферзь · e1 белый король · f1 белый слон · g1 белый конь · h1 белая ладья | 4 |
| 3 | a8 чёрная ладья · c8 чёрный слон · e8 чёрный король · f8 чёрный слон · h8 чёрная ладья · a7 чёрная пешка · b7 чёрная пешка · e7 чёрная пешка · f7 чёрная пешка · g7 чёрная пешка · h7 чёрная пешка · b6 чёрный ферзь · c6 чёрный конь · f6 чёрный конь · d5 белая пешка · g5 белый слон · d4 белая пешка · c3 белый конь · a2 белая пешка · b2 белая пешка · f2 белая пешка · g2 белая пешка · h2 белая пешка · a1 белая ладья · d1 белый ферзь · e1 белый король · f1 белый слон · g1 белый конь · h1 белая ладья | a8 чёрная ладья · c8 чёрный слон · e8 чёрный король · f8 чёрный слон · h8 чёрная ладья · a7 чёрная пешка · b7 чёрная пешка · e7 чёрная пешка · f7 чёрная пешка · g7 чёрная пешка · h7 чёрная пешка · b6 чёрный ферзь · c6 чёрный конь · f6 чёрный конь · d5 белая пешка · g5 белый слон · d4 белая пешка · c3 белый конь · a2 белая пешка · b2 белая пешка · f2 белая пешка · g2 белая пешка · h2 белая пешка · a1 белая ладья · d1 белый ферзь · e1 белый король · f1 белый слон · g1 белый конь · h1 белая ладья | a8 чёрная ладья · c8 чёрный слон · e8 чёрный король · f8 чёрный слон · h8 чёрная ладья · a7 чёрная пешка · b7 чёрная пешка · e7 чёрная пешка · f7 чёрная пешка · g7 чёрная пешка · h7 чёрная пешка · b6 чёрный ферзь · c6 чёрный конь · f6 чёрный конь · d5 белая пешка · g5 белый слон · d4 белая пешка · c3 белый конь · a2 белая пешка · b2 белая пешка · f2 белая пешка · g2 белая пешка · h2 белая пешка · a1 белая ладья · d1 белый ферзь · e1 белый король · f1 белый слон · g1 белый конь · h1 белая ладья | a8 чёрная ладья · c8 чёрный слон · e8 чёрный король · f8 чёрный слон · h8 чёрная ладья · a7 чёрная пешка · b7 чёрная пешка · e7 чёрная пешка · f7 чёрная пешка · g7 чёрная пешка · h7 чёрная пешка · b6 чёрный ферзь · c6 чёрный конь · f6 чёрный конь · d5 белая пешка · g5 белый слон · d4 белая пешка · c3 белый конь · a2 белая пешка · b2 белая пешка · f2 белая пешка · g2 белая пешка · h2 белая пешка · a1 белая ладья · d1 белый ферзь · e1 белый король · f1 белый слон · g1 белый конь · h1 белая ладья | a8 чёрная ладья · c8 чёрный слон · e8 чёрный король · f8 чёрный слон · h8 чёрная ладья · a7 чёрная пешка · b7 чёрная пешка · e7 чёрная пешка · f7 чёрная пешка · g7 чёрная пешка · h7 чёрная пешка · b6 чёрный ферзь · c6 чёрный конь · f6 чёрный конь · d5 белая пешка · g5 белый слон · d4 белая пешка · c3 белый конь · a2 белая пешка · b2 белая пешка · f2 белая пешка · g2 белая пешка · h2 белая пешка · a1 белая ладья · d1 белый ферзь · e1 белый король · f1 белый слон · g1 белый конь · h1 белая ладья | a8 чёрная ладья · c8 чёрный слон · e8 чёрный король · f8 чёрный слон · h8 чёрная ладья · a7 чёрная пешка · b7 чёрная пешка · e7 чёрная пешка · f7 чёрная пешка · g7 чёрная пешка · h7 чёрная пешка · b6 чёрный ферзь · c6 чёрный конь · f6 чёрный конь · d5 белая пешка · g5 белый слон · d4 белая пешка · c3 белый конь · a2 белая пешка · b2 белая пешка · f2 белая пешка · g2 белая пешка · h2 белая пешка · a1 белая ладья · d1 белый ферзь · e1 белый король · f1 белый слон · g1 белый конь · h1 белая ладья | a8 чёрная ладья · c8 чёрный слон · e8 чёрный король · f8 чёрный слон · h8 чёрная ладья · a7 чёрная пешка · b7 чёрная пешка · e7 чёрная пешка · f7 чёрная пешка · g7 чёрная пешка · h7 чёрная пешка · b6 чёрный ферзь · c6 чёрный конь · f6 чёрный конь · d5 белая пешка · g5 белый слон · d4 белая пешка · c3 белый конь · a2 белая пешка · b2 белая пешка · f2 белая пешка · g2 белая пешка · h2 белая пешка · a1 белая ладья · d1 белый ферзь · e1 белый король · f1 белый слон · g1 белый конь · h1 белая ладья | a8 чёрная ладья · c8 чёрный слон · e8 чёрный король · f8 чёрный слон · h8 чёрная ладья · a7 чёрная пешка · b7 чёрная пешка · e7 чёрная пешка · f7 чёрная пешка · g7 чёрная пешка · h7 чёрная пешка · b6 чёрный ферзь · c6 чёрный конь · f6 чёрный конь · d5 белая пешка · g5 белый слон · d4 белая пешка · c3 белый конь · a2 белая пешка · b2 белая пешка · f2 белая пешка · g2 белая пешка · h2 белая пешка · a1 белая ладья · d1 белый ферзь · e1 белый король · f1 белый слон · g1 белый конь · h1 белая ладья | 3 |
| 2 | a8 чёрная ладья · c8 чёрный слон · e8 чёрный король · f8 чёрный слон · h8 чёрная ладья · a7 чёрная пешка · b7 чёрная пешка · e7 чёрная пешка · f7 чёрная пешка · g7 чёрная пешка · h7 чёрная пешка · b6 чёрный ферзь · c6 чёрный конь · f6 чёрный конь · d5 белая пешка · g5 белый слон · d4 белая пешка · c3 белый конь · a2 белая пешка · b2 белая пешка · f2 белая пешка · g2 белая пешка · h2 белая пешка · a1 белая ладья · d1 белый ферзь · e1 белый король · f1 белый слон · g1 белый конь · h1 белая ладья | a8 чёрная ладья · c8 чёрный слон · e8 чёрный король · f8 чёрный слон · h8 чёрная ладья · a7 чёрная пешка · b7 чёрная пешка · e7 чёрная пешка · f7 чёрная пешка · g7 чёрная пешка · h7 чёрная пешка · b6 чёрный ферзь · c6 чёрный конь · f6 чёрный конь · d5 белая пешка · g5 белый слон · d4 белая пешка · c3 белый конь · a2 белая пешка · b2 белая пешка · f2 белая пешка · g2 белая пешка · h2 белая пешка · a1 белая ладья · d1 белый ферзь · e1 белый король · f1 белый слон · g1 белый конь · h1 белая ладья | a8 чёрная ладья · c8 чёрный слон · e8 чёрный король · f8 чёрный слон · h8 чёрная ладья · a7 чёрная пешка · b7 чёрная пешка · e7 чёрная пешка · f7 чёрная пешка · g7 чёрная пешка · h7 чёрная пешка · b6 чёрный ферзь · c6 чёрный конь · f6 чёрный конь · d5 белая пешка · g5 белый слон · d4 белая пешка · c3 белый конь · a2 белая пешка · b2 белая пешка · f2 белая пешка · g2 белая пешка · h2 белая пешка · a1 белая ладья · d1 белый ферзь · e1 белый король · f1 белый слон · g1 белый конь · h1 белая ладья | a8 чёрная ладья · c8 чёрный слон · e8 чёрный король · f8 чёрный слон · h8 чёрная ладья · a7 чёрная пешка · b7 чёрная пешка · e7 чёрная пешка · f7 чёрная пешка · g7 чёрная пешка · h7 чёрная пешка · b6 чёрный ферзь · c6 чёрный конь · f6 чёрный конь · d5 белая пешка · g5 белый слон · d4 белая пешка · c3 белый конь · a2 белая пешка · b2 белая пешка · f2 белая пешка · g2 белая пешка · h2 белая пешка · a1 белая ладья · d1 белый ферзь · e1 белый король · f1 белый слон · g1 белый конь · h1 белая ладья | a8 чёрная ладья · c8 чёрный слон · e8 чёрный король · f8 чёрный слон · h8 чёрная ладья · a7 чёрная пешка · b7 чёрная пешка · e7 чёрная пешка · f7 чёрная пешка · g7 чёрная пешка · h7 чёрная пешка · b6 чёрный ферзь · c6 чёрный конь · f6 чёрный конь · d5 белая пешка · g5 белый слон · d4 белая пешка · c3 белый конь · a2 белая пешка · b2 белая пешка · f2 белая пешка · g2 белая пешка · h2 белая пешка · a1 белая ладья · d1 белый ферзь · e1 белый король · f1 белый слон · g1 белый конь · h1 белая ладья | a8 чёрная ладья · c8 чёрный слон · e8 чёрный король · f8 чёрный слон · h8 чёрная ладья · a7 чёрная пешка · b7 чёрная пешка · e7 чёрная пешка · f7 чёрная пешка · g7 чёрная пешка · h7 чёрная пешка · b6 чёрный ферзь · c6 чёрный конь · f6 чёрный конь · d5 белая пешка · g5 белый слон · d4 белая пешка · c3 белый конь · a2 белая пешка · b2 белая пешка · f2 белая пешка · g2 белая пешка · h2 белая пешка · a1 белая ладья · d1 белый ферзь · e1 белый король · f1 белый слон · g1 белый конь · h1 белая ладья | a8 чёрная ладья · c8 чёрный слон · e8 чёрный король · f8 чёрный слон · h8 чёрная ладья · a7 чёрная пешка · b7 чёрная пешка · e7 чёрная пешка · f7 чёрная пешка · g7 чёрная пешка · h7 чёрная пешка · b6 чёрный ферзь · c6 чёрный конь · f6 чёрный конь · d5 белая пешка · g5 белый слон · d4 белая пешка · c3 белый конь · a2 белая пешка · b2 белая пешка · f2 белая пешка · g2 белая пешка · h2 белая пешка · a1 белая ладья · d1 белый ферзь · e1 белый король · f1 белый слон · g1 белый конь · h1 белая ладья | a8 чёрная ладья · c8 чёрный слон · e8 чёрный король · f8 чёрный слон · h8 чёрная ладья · a7 чёрная пешка · b7 чёрная пешка · e7 чёрная пешка · f7 чёрная пешка · g7 чёрная пешка · h7 чёрная пешка · b6 чёрный ферзь · c6 чёрный конь · f6 чёрный конь · d5 белая пешка · g5 белый слон · d4 белая пешка · c3 белый конь · a2 белая пешка · b2 белая пешка · f2 белая пешка · g2 белая пешка · h2 белая пешка · a1 белая ладья · d1 белый ферзь · e1 белый король · f1 белый слон · g1 белый конь · h1 белая ладья | 2 |
| 1 | a8 чёрная ладья · c8 чёрный слон · e8 чёрный король · f8 чёрный слон · h8 чёрная ладья · a7 чёрная пешка · b7 чёрная пешка · e7 чёрная пешка · f7 чёрная пешка · g7 чёрная пешка · h7 чёрная пешка · b6 чёрный ферзь · c6 чёрный конь · f6 чёрный конь · d5 белая пешка · g5 белый слон · d4 белая пешка · c3 белый конь · a2 белая пешка · b2 белая пешка · f2 белая пешка · g2 белая пешка · h2 белая пешка · a1 белая ладья · d1 белый ферзь · e1 белый король · f1 белый слон · g1 белый конь · h1 белая ладья | a8 чёрная ладья · c8 чёрный слон · e8 чёрный король · f8 чёрный слон · h8 чёрная ладья · a7 чёрная пешка · b7 чёрная пешка · e7 чёрная пешка · f7 чёрная пешка · g7 чёрная пешка · h7 чёрная пешка · b6 чёрный ферзь · c6 чёрный конь · f6 чёрный конь · d5 белая пешка · g5 белый слон · d4 белая пешка · c3 белый конь · a2 белая пешка · b2 белая пешка · f2 белая пешка · g2 белая пешка · h2 белая пешка · a1 белая ладья · d1 белый ферзь · e1 белый король · f1 белый слон · g1 белый конь · h1 белая ладья | a8 чёрная ладья · c8 чёрный слон · e8 чёрный король · f8 чёрный слон · h8 чёрная ладья · a7 чёрная пешка · b7 чёрная пешка · e7 чёрная пешка · f7 чёрная пешка · g7 чёрная пешка · h7 чёрная пешка · b6 чёрный ферзь · c6 чёрный конь · f6 чёрный конь · d5 белая пешка · g5 белый слон · d4 белая пешка · c3 белый конь · a2 белая пешка · b2 белая пешка · f2 белая пешка · g2 белая пешка · h2 белая пешка · a1 белая ладья · d1 белый ферзь · e1 белый король · f1 белый слон · g1 белый конь · h1 белая ладья | a8 чёрная ладья · c8 чёрный слон · e8 чёрный король · f8 чёрный слон · h8 чёрная ладья · a7 чёрная пешка · b7 чёрная пешка · e7 чёрная пешка · f7 чёрная пешка · g7 чёрная пешка · h7 чёрная пешка · b6 чёрный ферзь · c6 чёрный конь · f6 чёрный конь · d5 белая пешка · g5 белый слон · d4 белая пешка · c3 белый конь · a2 белая пешка · b2 белая пешка · f2 белая пешка · g2 белая пешка · h2 белая пешка · a1 белая ладья · d1 белый ферзь · e1 белый король · f1 белый слон · g1 белый конь · h1 белая ладья | a8 чёрная ладья · c8 чёрный слон · e8 чёрный король · f8 чёрный слон · h8 чёрная ладья · a7 чёрная пешка · b7 чёрная пешка · e7 чёрная пешка · f7 чёрная пешка · g7 чёрная пешка · h7 чёрная пешка · b6 чёрный ферзь · c6 чёрный конь · f6 чёрный конь · d5 белая пешка · g5 белый слон · d4 белая пешка · c3 белый конь · a2 белая пешка · b2 белая пешка · f2 белая пешка · g2 белая пешка · h2 белая пешка · a1 белая ладья · d1 белый ферзь · e1 белый король · f1 белый слон · g1 белый конь · h1 белая ладья | a8 чёрная ладья · c8 чёрный слон · e8 чёрный король · f8 чёрный слон · h8 чёрная ладья · a7 чёрная пешка · b7 чёрная пешка · e7 чёрная пешка · f7 чёрная пешка · g7 чёрная пешка · h7 чёрная пешка · b6 чёрный ферзь · c6 чёрный конь · f6 чёрный конь · d5 белая пешка · g5 белый слон · d4 белая пешка · c3 белый конь · a2 белая пешка · b2 белая пешка · f2 белая пешка · g2 белая пешка · h2 белая пешка · a1 белая ладья · d1 белый ферзь · e1 белый король · f1 белый слон · g1 белый конь · h1 белая ладья | a8 чёрная ладья · c8 чёрный слон · e8 чёрный король · f8 чёрный слон · h8 чёрная ладья · a7 чёрная пешка · b7 чёрная пешка · e7 чёрная пешка · f7 чёрная пешка · g7 чёрная пешка · h7 чёрная пешка · b6 чёрный ферзь · c6 чёрный конь · f6 чёрный конь · d5 белая пешка · g5 белый слон · d4 белая пешка · c3 белый конь · a2 белая пешка · b2 белая пешка · f2 белая пешка · g2 белая пешка · h2 белая пешка · a1 белая ладья · d1 белый ферзь · e1 белый король · f1 белый слон · g1 белый конь · h1 белая ладья | a8 чёрная ладья · c8 чёрный слон · e8 чёрный король · f8 чёрный слон · h8 чёрная ладья · a7 чёрная пешка · b7 чёрная пешка · e7 чёрная пешка · f7 чёрная пешка · g7 чёрная пешка · h7 чёрная пешка · b6 чёрный ферзь · c6 чёрный конь · f6 чёрный конь · d5 белая пешка · g5 белый слон · d4 белая пешка · c3 белый конь · a2 белая пешка · b2 белая пешка · f2 белая пешка · g2 белая пешка · h2 белая пешка · a1 белая ладья · d1 белый ферзь · e1 белый король · f1 белый слон · g1 белый конь · h1 белая ладья | 1 |
|   | a | b | c | d | e | f | g | h |   |

Чёрные сыграли 7…Ф:b2?? и после 8. Лс1! выяснилось, что чёрный ферзь — плохой: съев отравленную пешку, он не выходит на свободу. После 8…Kb4 9. Ka4 Ф:a2 10. Cc4 Cg4 11. Kf3 C:f3 12. gf чёрные сдались.

#### Плохая пешка
Ввиду того, что пешечная структура оказывает непосредственное участие на оценку позиции и носит весьма важный характер, плохие пешки носят собственные названия:
- Изолированная пешка
- Отсталая пешка
- Сдвоенная пешка

### Избавление от слабых фигур
Избавление от слабых фигур — важная часть шахматной стратегии и тактики. Улучшение позиции фигур — важный элемент консолидации позиции. Используются следующие тактические и стратегические приёмы:
- перемещение слабых фигур на более активные позиции;
- позиционная жертва слабых фигур (в особенности пешек) для вскрытия линий и получения контригры;
- отвлечение ограничивающих слабую фигуру фигур соперника.